# MPS Records/Diskografie
Dies ist die Diskografie des deutschen Musik-Labels MPS Records. Sie führt die Daten aus der Buchveröffentlichung Jazzin’ the Black Forest: The complete Guide to SABA/MPS Recordings mit den Informationen von den Schallplatten und ihren Covern zusammen. Sie bezieht sich ausschließlich auf den deutschen Markt. Die hier aufgeführten Katalog-/Bestellnummern gelten bis 1984 für Schallplatten, danach für CD-Veröffentlichungen. (MusicCassetten sind hier nicht berücksichtigt.) Wiederveröffentlichungen werden nicht aufgeführt.

## Einleitung
MPS Records ging 1968 aus der Schallplattenfirma SABA hervor und arbeitete zunächst im Eigenvertrieb. 1971 fand das Label in BASF Records einen Vertriebspartner, der das Programm bis 1976 verbreitete, bevor 1977 Metronome Records – bis zum Verkauf des Labels im Jahr 1983 – das MPS-Programm vermarktete.
1979 erschienen etwa 60 Titel des MPS-Programms auf dem deutschen Reissue-Label Crystal in dessen Crystal Jazz-Reihe (Vertrieb: EMI-Electrola).
Nach dem Ende des Vertriebsvertrags mit Metronome wurde MPS-Records 1983 an den PolyGram-Konzern verkauft. Fortan war die Firma Polydor für den MPS-Katalog verantwortlich. 1994 schließlich wurde die Repertoireverwertung an Motor Music weitergegeben, bevor sie 1999 bei Universal Jazz eingegliedert wurde.
2014 erwarb die Edel SE das Repertoire, die es ihrem Unterlabel Edel: Kultur unterstellte.

## Teil 1: Prä-MPS: SABA Schallplatten 1963–1968
Seit 1963 veröffentlichte die Firma SABA Schallplatten im Eigenvertrieb mit 5-stelligen Bestellnummern und dem Präfix SB.

### Alben
Erschienen die ersten Alben alle im Monomix, begann SABA ab 1965 mehr und mehr Schallplatten in Stereofonie zu veröffentlichen. Diese konnte man an dem Suffix ST erkennen. Auch einige vor 1965 veröffentlichte Alben wurden in Stereo neu veröffentlicht und mit dem Suffix ST versehen.
Fette Bestellnummern zeigen Artikel an, die von MPS ab (ca. März/April) 1968 wiederveröffentlicht wurden.
| Katalog-Nr. | Interpret                                                       | Titel                                                       | Jahr | Aufnahme                           | Ort/Studio                                            |
| ----------- | --------------------------------------------------------------- | ----------------------------------------------------------- | ---- | ---------------------------------- | ----------------------------------------------------- |
| 15 000      | Various Artists                                                 | SABA Stereo Sound                                           | 1967 | —                                  | [ 5 ]                                                 |
| 15 001      | Willi Stech mit großem Streichorchester, Claus Netzle Chor      | Die Nacht ist voller Zärtlichkeit                           | 1963 | —                                  | [ 6 ]                                                 |
| 15 002      | Gerhard Jussenhoven                                             | Eau de Cologne: Musikalische Komödie                        | 1963 | —                                  | [ 7 ] [ 8 ]                                           |
| 15 003      | Das Hans Koller-Oktett, Das Wolfgang Dauner-Trio                | Jazz-Studio H.G.B.S. Number One                             | 1963 | Januar 1962                        | [ 9 ]                                                 |
| 15 004      | Various Artists                                                 | Hinein ins Vergnügen                                        | 1963 | —                                  | [ 10 ]                                                |
| 15 005      | Various Artists                                                 | Tausend Takte Tanzmusik                                     | 1963 | —                                  | [ 11 ]                                                |
| 15 006      | Various Artists                                                 | Abends auf der Ranch                                        | 1963 | —                                  | [ 12 ]                                                |
| 15 007      | Various Artists                                                 | Die fröhlichen Dorfmusikanten                               | 1963 | —                                  | [ 10 ]                                                |
| 15 008      | Various Artists                                                 | Alte Liebe rostet nicht                                     | —    | —                                  | [ 13 ] [ 14 ]                                         |
| 15 009      | —                                                               | —                                                           | —    | —                                  |                                                       |
| 15 010      | Various Artists                                                 | Bierdeckelmusik                                             | —    | —                                  | [ 15 ]                                                |
| 15 011      | Bläserquintett des S.W.F. Baden-Baden                           | Unser musikalisches Schatzkästlein · Folge 1                | —    | —                                  | [ 16 ]                                                |
| 15 012      | Dresdner Mozartchor, Die Wienersängerknaben u. a.               | O du schöne Weihnachtszeit                                  | —    | —                                  | [ 17 ]                                                |
| 15 013      | Willi Stech                                                     | Feeling Rhythm                                              | —    | —                                  | [ 18 ]                                                |
| 15 014      | Karl May                                                        | Karl May Story                                              | —    | —                                  | [ 19 ]                                                |
| 15 015      | Various Artists                                                 | Musik zum Verschenken (…statt Blumen)                       | —    | —                                  | [ 20 ]                                                |
| 15 016      | Various Artists                                                 | Die Kuckucksuhr-Melodie (Von Stuttgart bis zum Bodensee)    | —    | —                                  | [ 21 ]                                                |
| 15 017      | Willy Berking und sein Orchester                                | Musik kennt keine Grenzen                                   | 1965 | —                                  | [ 22 ] [ 23 ]                                         |
| 15 018      | Various Artists                                                 | Vom Böhmerwald zum Wendelstein                              | 1965 | —                                  | [ 10 ]                                                |
| 15 019      | Various Artists                                                 | Illusion d’amour                                            | —    | —                                  | [ 24 ]                                                |
| 15 020      | Otto Weiss mit seinen Solisten                                  | At Midnight                                                 | —    | —                                  | [ 25 ]                                                |
| 15 021      | Sibylle Weigel, Heino Schwarting                                | Die virtuose Flöte                                          | —    | —                                  | [ 26 ]                                                |
| 15 022      | Nürnberger Trichterle, Fränkische Volksmusikanten               | Nürnberger Spielzeugkistl                                   | —    | —                                  | [ 27 ]                                                |
| 15 023      | Klaus Netzle Singers, Orchester Delle Haensch                   | Kostbarkeiten in Swing                                      | 1965 | —                                  | [ 28 ] [ 29 ]                                         |
| 15 024      | Hans Koller                                                     | Exclusiv                                                    | 1964 | 19. Februar 1959/26. November 1963 | Baden-Baden/Villingen                                 |
| 15 025      | Nathan Davis                                                    | Happy Girl                                                  | 1965 | 31. Januar 1965                    | SABA-Tonstudio, Villingen                             |
| 15 026      | Gunther Hampel                                                  | Heart Plants                                                | 1965 | 6. April 1965                      |                                                       |
| 15 027      | Eugen Cicero                                                    | Rokoko Jazz                                                 | 1965 | 14. März 1965                      | SABA-Tonstudio, Villingen                             |
| 15 028      | Toni Stricker                                                   | Let’s Dance with Strings                                    | 1965 | —                                  | [ 31 ]                                                |
| 15 029      | Willys Hillbillies                                              | Am Fuß der blauen Berge                                     | 1965 | —                                  | [ 32 ]                                                |
| 15 030      | Ambros Seelos                                                   | Mit Ambros Seelos auf Tournee                               | 1965 | —                                  | [ 33 ]                                                |
| 15 031      | Toni Stricker                                                   | Mit Toni Stricker beim Heurigen                             | 1965 | —                                  | [ 34 ]                                                |
| 15 032      | Various Artists                                                 | Musik zum Verschenken II                                    | 1965 | —                                  | [ 10 ]                                                |
| 15 033      | —                                                               | —                                                           | —    | —                                  |                                                       |
| 15 034      | Reger · Messiaen · Schilling                                    | Orgelmusik                                                  | 1965 | —                                  | Basilika Unserer Lieben Frau, Konstanz                |
| 15 035      | Various Artists                                                 | Piano × 4                                                   | 1965 | 1963/64                            | SABA-Tonstudio, Villingen                             |
| 15 036      | Carl Maria von Weber, Wolfgang Amadeus Mozart                   | Klarinettenquintette                                        | 1965 | —                                  | [ 36 ]                                                |
| 15 037      | Various Artists                                                 | Bläser-Kammermusik der Barockzeit                           | 1965 | —                                  | [ 37 ]                                                |
| 15 038      | Hubert Deuringer                                                | Deuringer’s Studio-Party                                    | 1965 | —                                  | [ 38 ]                                                |
| 15 039      | Süddeutsche Bläservereinigung, Werner Kloor                     | Turmmusiken und festliche Intraden                          | 1965 | —                                  | [ 39 ] [ 40 ]                                         |
| 15 040      | Otto Ernst Sutter                                               | Unser Kalendermann erzählt                                  | 1965 | —                                  | [ 10 ]                                                |
| 15 041      | Klaus-Pohlers-Ensemble                                          | Johann Sebastian Bach & Söhne                               | —    | —                                  | [ 41 ]                                                |
| 15 042      | Various Artists                                                 | Musique à la Carte                                          | —    | —                                  | [ 42 ]                                                |
| 15 043      | Erwin Lehn und sein Südfunk-Tanzorchester                       | Made in Germany                                             | 1965 | —                                  | [ 43 ] [ 44 ]                                         |
| 15 044      | Willi Fruth und sein Ensemble                                   | Musik am Nachmittag                                         | 1965 | —                                  | [ 45 ]                                                |
| 15 045      | Willi Stech                                                     | Musikalisches Portrait                                      | 1965 | —                                  | [ 46 ] [ 47 ]                                         |
| 15 046      | Eugen Cicero                                                    | In Town                                                     | 1965 | 6. April 1965                      | [ 48 ]                                                |
| 15 047      | Original Tuxedo “Jass” Band                                     | Original Tuxedo “Jass” Band                                 | 1965 | September/Oktober 1964             | Südwestfunk-Studio, Baden-Baden                       |
| 15 048      | Siggi Gerhard Swingtett                                         | Tanzparty mit dem Siggi Gerhard Swingtett                   | —    | —                                  | [ 49 ]                                                |
| 15 049      | Jacques Grimbert                                                | Riches Heures Musicales, La Faluche                         | —    | —                                  | [ 50 ]                                                |
| 15 050      | Erich Ferstl                                                    | Guitarresque                                                | 1965 | —                                  | [ 51 ]                                                |
| 15 051      | Various Artists                                                 | Dessert Musical                                             | —    | —                                  | [ 52 ]                                                |
| 15 052      | Bernie Prock und seine Latin-Combo                              | Fiesta Latina                                               | 1965 | —                                  | [ 53 ]                                                |
| 15 053      | Big Band Europe                                                 | Presents the Great Songs of Europe                          | 1965 | Sommer 1965                        | Meister Halle, Berlin                                 |
| 15 054      | Ambros Seelos                                                   | Around the World                                            | 1965 | —                                  | [ 55 ]                                                |
| 15 055      | Toni Stricker                                                   | Party Beat                                                  | —    | —                                  | [ 56 ]                                                |
| 15 056      | Various Artists                                                 | Große Marschparade                                          | —    | —                                  | [ 10 ]                                                |
| 15 057      | Various Artists                                                 | Junges Forum 65                                             | 2018 | 1.–2. Juli 1965                    | Vestlandhalle Recklinghausen siehe: HGBS Blue Records |
| 15 058      | Various Artists                                                 | Vom Försterhaus zum Wasserfall                              | 1966 | —                                  | [ 10 ]                                                |
| 15 059      | The George Russell Sextet                                       | At Beethoven Hall                                           | 1966 | 31. August 1965                    | Beethovenhalle, Stuttgart                             |
| 15 060      | The George Russell Sextet                                       | At Beethoven Hall II                                        | 1966 | 31. August 1965                    | Beethovenhalle, Stuttgart                             |
| 15 061      | Attila Zoller, Hans Koller, Martial Solal                       | Zoller Koller Solal                                         | 1966 | Januar 1965                        | Villingen                                             |
| 15 062      | Mary Lou Williams                                               | Black Christ of the Andes                                   | 1965 | 9. Oktober und 19. November 1963   | Nola Studios, New York/ Cue Studios, New York         |
| 15 063      | Nathan Davis                                                    | The Hip Walk                                                | 1966 | 1. September 1965                  | SABA-Tonstudio, Villingen                             |
| 15 064      | Hideo Shiraki Quintet + 3 Koto Girls                            | Sakura Sakura                                               | 1966 | 1. November 1965                   | Berlin Jazz Festival                                  |
| 15 065      | Willi Fruth und seine Solisten                                  | Little Darling                                              | 1966 | —                                  | [ 59 ] [ 60 ]                                         |
| 15 066      | Don Menza                                                       | Morning Song                                                | 1966 | 22. Dezember 1965                  | Trixi Tonstudio, München                              |
| 15 067      | Various Artists                                                 | Holiday in Rhythm                                           | 1966 | —                                  | [ 61 ]                                                |
| 15 068      | Eugen Cicero                                                    | Cicero's Chopin                                             | 1966 | Dezember 1965                      | SABA-Tonstudio, Villingen                             |
| 15 069      | Elsie Bianchi Trio                                              | The Sweetest Sound                                          | 1966 | 25. November 1965                  | SABA-Tonstudio, Villingen                             |
| 15 070      | Konrad Philipp Schuba                                           | Konrad Philipp Schuba an der Orgel der Basilika zu Konstanz | —    | —                                  | Basilika, Konstanz                                    |
| 15 071      | Benny Bailey                                                    | Folklore in Swing                                           | 1966 | —                                  | [ 63 ]                                                |
| 15 072      | Various Artists                                                 | Rund um den Bodensee                                        | 1966 | —                                  | [ 10 ]                                                |
| 15 073      | Art Van Damme                                                   | Mit Art Van Damme in San Francisco                          | 1966 | Januar 1966                        | Golden Gate Studio, San Francisco                     |
| 15 074      | George Duke Quartet                                             | presented by the Jazz Workshop 1966 of San Francisco        | 1966 | Januar 1966                        | Golden Gate Studio, San Francisco                     |
| 15 075      | Maurice Dean                                                    | Songs international                                         | 1966 | —                                  | [ 64 ]                                                |
| 15 076      | Various Artists                                                 | Serenade und großer Zapfenstreich                           | 1966 | —                                  | [ 10 ]                                                |
| 15 077      | Bläserquintett des Südwestfunks                                 | Kammerkonzert mit dem Bläser-Quintett des Südwestfunks      | 1966 | —                                  | [ 65 ] [ 66 ]                                         |
| 15 078      | Various Artists                                                 | Musik für unsere Kleinen                                    | 1966 | —                                  | [ 10 ]                                                |
| 15 079      | Erwin Lehn                                                      | Perlen der Unterhaltungsmusik                               | 1966 | —                                  | [ 67 ] [ 68 ]                                         |
| 15 080      | Various Artists                                                 | Vom Tirolerland zum Nordseestrand                           | 1966 | —                                  | [ 10 ]                                                |
| 15 081      | Jef Gilson                                                      | New Call From France                                        | 1966 | 18.–19. April 1966                 | SABA-Tonstudio, Villingen                             |
| 15 082      | Annie Ross & Pony Poindexter                                    | with the Berlin Allstars                                    | 1966 | 1. Mai 1966                        | 10. Deutsches Jazzfestival, Frankfurt/Main            |
| 15 083      | Hubert Deuringer, Dieter Reith                                  | A Magic Sound                                               | 1966 | —                                  | [ 69 ] [ 70 ]                                         |
| 15 084      | Willi Stech                                                     | Münchhausen-Suite                                           | 1966 | 1966                               | [ 71 ]                                                |
| 15 085      | Various Artists                                                 | Ein Lied – Drei; Vier                                       | 1966 | —                                  | [ 10 ]                                                |
| 15 086      | Charly Antolini                                                 | Drum Beat                                                   | 1966 | 12. Juni 1966                      | SABA-Tonstudio, Villingen                             |
| 15 087      | Eugen Cicero                                                    | Swinging Tschaikowsky                                       | 1966 | 16.–17. Juni 1966                  | SABA-Tonstudio, Villingen                             |
| 15 088      | Hans Koller                                                     | Relax With My Horns                                         | 1966 | 4./6. Juli 1966                    | SABA-Tonstudio, Villingen                             |
| 15 089      | Various Artists                                                 | Nice and Easy                                               | 1966 | —                                  | [ 72 ] [ 73 ]                                         |
| 15 090      | Baden Powell                                                    | Tristeza on Guitar                                          | 1966 | 1.–2. Juni 1966                    | Rio Som, Rio de Janeiro                               |
| 15 094      | Various Artists                                                 | Narri-Narro                                                 | 1966 | —                                  | [ 74 ]                                                |
| 15 095      | Wolfgang Dauner                                                 | Free Action                                                 | 1967 | 2. Mai 1967                        | SABA-Tonstudio, Villingen                             |
| 15 096      | Monika Grimm mit den Erzgebirgsängern                           | Vergaß Dei Haamit net · Lieder aus dem Erzgebirge           | 1966 | —                                  | [ 75 ]                                                |
| 15 097      | Friedrich Gulda                                                 | Music for 4 Soloists and Band No. 1                         | 1966 | 1964                               |                                                       |
| 15 098      | Sam Trippe and his Orchestra                                    | Wonderful World                                             | 1966 | —                                  |                                                       |
| 15 099      | Stuff Smith, Stephane Grappelli, Svend Asmussen, Jean-Luc Ponty | Violin Summit                                               | 1967 | 30. September 1966                 | Jazz im Fauteuil, Basel                               |
| 15 100      | Hans Koller                                                     | Vision                                                      | 1967 | 1966                               |                                                       |
| 15 101      | Willie “The Lion” Smith                                         | Music on My Mind                                            | 1967 | 8. November 1966                   | Villingen                                             |
| 15 102      | Various Artists                                                 | Folklore e Bossa Nova do Brasil                             | 1967 | 8. November 1966                   | SABA-Tonstudio, Villingen                             |
| 15 103      | Various Artists                                                 | Ungarwein und Wiener Charme                                 | 1967 | —                                  | [ 10 ]                                                |
| 15 104      | Graf Zeppelin                                                   | Sein Leben und Werk                                         | 1967 | —                                  | [ 76 ] [ 77 ]                                         |
| 15 105      | The Folkfriends                                                 | The Best of Folklore Vol. 1                                 | 1967 | —                                  | [ 78 ]                                                |
| 15 106      | The Folkfriends                                                 | The Best of Folklore Vol. 2                                 | 1967 | —                                  | [ 79 ]                                                |
| 15 107      | The Folkfriends                                                 | The Best of Folklore Vol. 3                                 | 1967 | —                                  | [ 80 ]                                                |
| 15 108      | Illo Schieder                                                   | Unerhörte Chansons von Fritz Grasshoff                      | 1967 | —                                  | [ 81 ] [ 82 ]                                         |
| 15 109      | Alexander von Schlippenbach                                     | Globe Unity                                                 | 1967 | 6.–7. Dezember 1966                | Ariola Studio, Köln                                   |
| 15 110      | Milt Buckner                                                    | Play Chords                                                 | 1967 | 16. November 1966                  | SABA-Tonstudio, Villingen                             |
| 15 111      | Mr. Fats Sadi, His Vibes and His Friends                        | Ensadinado                                                  | 1967 | 21. März 1966                      | Lindström Studio, Köln                                |
| 15 112      | Attila Zoller                                                   | Katz & Maus                                                 | 1967 | 14.–15. Dezember 1966              | New York                                              |
| 15 113      | Johann Dismas Zelenka                                           | Aus den «6 Sonate a due hautbois et basson»                 | 1967 | —                                  | [ 83 ]                                                |
| 15 114      | The Art Van Damme Quintet                                       | The Gentle Art of Art                                       | 1967 | März 1967                          | SABA-Tonstudio, Villingen                             |
| 15 115      | Art Van Damme                                                   | Ecstasy                                                     | 1967 | März 1967                          | SABA-Tonstudio, Villingen                             |
| 15 116      | Various Artists                                                 | Weihnachten                                                 | 1967 | —                                  | [ 84 ]                                                |
| 15 117      | Jonny Teupen                                                    | Play Harp                                                   | 1967 | Oktober 1966                       | SABA-Tonstudio, Villingen/ Eurodisc-Studio, Köln      |
| 15 118      | Rolf & Joachim Kühn                                             | Transfiguration                                             | 1967 | 19. Januar 1967                    | Peter von Zahn Studio, Hamburg                        |
| 15 119      | Orchester Ambros Seelos                                         | Your Favorites                                              | 1967 | —                                  | [ 85 ]                                                |
| 15 120      | Waldemar Strecke                                                | Russische Klaviermusik                                      | 1967 | —                                  | [ 86 ]                                                |
| 15 121      | Willy Reichert                                                  | spricht Christian Morgenstern und Joachim Ringelnatz        | 1967 | —                                  | [ 87 ]                                                |
| 15 122      | Gustav Brom Orchestra                                           | Swinging the Jazz                                           | 1967 | Februar 1967                       | SABA-Tonstudio, Villingen                             |
| 15 123      | Viktor-Lukas-Consort                                            | Das markgräfliche Bayreuth                                  | 1967 | —                                  | [ 88 ]                                                |
| 15 124      | Sebastian Blau                                                  | Die schwäbischen Gesänge des Sebastian Blau                 | 1967 | —                                  | [ 89 ]                                                |
| 15 125      | Jürgen Scheller                                                 | Aladins Wunderlampe                                         | 1967 | —                                  | [ 90 ]                                                |
| 15 126      | Erwin Lehn und sein Südfunk-Tanzorchester                       | Musicals on Parade                                          | 1967 | —                                  | [ 91 ] [ 92 ]                                         |
| 15 127      | Dieter Reith Trio                                               | A Happy Afternoon                                           | 1967 | 23.–24. August 1966                | SABA-Tonstudio, Villingen                             |
| 15 128      | Various Artists                                                 | On the Rocks                                                | 1967 | —                                  | [ 93 ]                                                |
| 15 129      | Heinz Rolf Schneebiegl und seine Böhmerwald-Musikanten          | Original Egerländer Blasmusik                               | 1967 | —                                  | [ 94 ]                                                |
| 15 130      | Orchester Willi Stech                                           | Perlen der Unterhaltungsmusik III: Piano Concerto           | 1967 | 4.–5. April 1967                   | Paulus-Saal, Freiburg/Brsg.                           |
| 15 131      | Tina and Thilo                                                  | Blowing in the Wind                                         | 1967 | —                                  | [ 96 ]                                                |
| 15 132      | George Gruntz                                                   | Noon in Tunisia                                             | 1967 | 2.–3. Juni 1967                    | SABA-Tonstudio, Villingen                             |
| 15 133      | George Gruntz                                                   | Drums And Folklore: From Sticksland with Love               | 1967 | Live 22. Juni 1967                 | Basel                                                 |
| 15 134      | Max Reger                                                       | Der 100. Psalm                                              | 1967 | 1. Oktober 1967                    | Studio der Nürnberger Symphoniker                     |
| 15 135      | Erwin Lehn und sein Südfunk-Tanzorchester                       | Internationales Tanzturnier im strikten Tempo               | 1967 | —                                  | [ 98 ]                                                |
| 15 136      | Francy Boland                                                   | Flirt and Dream                                             | 1967 | 28. Mai 1967                       | Decca Studios, Brüssel                                |
| 15 137      | Francy Boland                                                   | Out of the Background                                       | 1967 | 18. Februar 1967                   | Köln                                                  |
| 15 138      | Kenny Clarke-Francy Boland Bigband                              | Sax No End                                                  | 1967 | 18. Juni 1967                      | Rhenus Studios, Köln                                  |
| 15 139      | Jean-Luc Ponty                                                  | Sunday Walk                                                 | 1967 | Juni 1967                          | SABA-Tonstudio, Villingen                             |
| 15 140      | Bläser-Quintett des Südwestfunks                                | Bläser-Kammer-Musik von gestern und heute                   | 1967 | —                                  | [ 99 ]                                                |
| 15 141      | Monika Grimm                                                    | Meine Melodie                                               | 1967 | —                                  | [ 100 ]                                               |
| 15 142      | Irene Schweizer Trio                                            | Jazz Meets India                                            | 1968 | 23. Oktober 1967                   | SABA-Tonstudio, Villingen                             |
| 15 143      | Pedro Iturralde                                                 | Flamenco Jazz                                               | 1968 | 3. November 1967                   | Berlin                                                |
| 15 144      | Orchester Ambros Seelos                                         | Beat and Sweet                                              | 1968 | —                                  | [ 101 ]                                               |
| 15 145      | Tony Scott & the Indonesian All Stars                           | Djanger Bali                                                | 1968 | 27.–28. Oktober 1967               | SABA-Tonstudio, Villingen                             |
| 15 146      | Baden Powell, Barney Kessel, Jim Hall, Buddy Guy, Elmer Snowden | Berlin Festival Guitar Workshop                             | 1968 | 5. November 1967                   | Philharmonie, Berlin                                  |
| 15 147      | Stuff Smith                                                     | Black Violin                                                | 1968 | 1965                               |                                                       |
| 15 148      | Archie Shepp                                                    | Live at the Donaueschingen Music Festival                   | 1967 | 21. Oktober 1967                   | Donaueschinger Musiktage 1967                         |
| 15 149      | Hampton Hawes                                                   | Hamp’s Piano                                                | 1968 | 8. November 1967                   | SABA-Tonstudio, Villingen                             |
| 15 150      | Baden Powell                                                    | Poema on Guitar                                             | 1968 | 11. November 1967                  | SABA-Tonstudio Villingen                              |
| 15 151      | Mark Murphy                                                     | Midnight Mood                                               | 1968 | 18. Dezember 1967                  | Lindström Studios, Köln                               |
| 15 152      | Das Toni Stricker Star Ensemble                                 | Dancing in the Dark                                         | 1968 | —                                  | [ 102 ]                                               |
| 15 153      | Robert Patterson Singers                                        | Gospel Meeting Tonight                                      | 1968 | 30. November 1967                  | SABA-Tonstudio Villingen                              |
| 15 154      | The Erwin Lehn Beat-Brass                                       | Beat Flames                                                 | 1968 | —                                  | [ 103 ]                                               |
| 15 155      | Pedro Gonez mit seinem Tango Orchester                          | Tango d’Amour                                               | 1968 | —                                  | [ 104 ]                                               |
| 15 156      | Eugen Cicero                                                    | Plays Franz Liszt: Romantic Swing                           | 1968 | 18./20. Dezember 1967              |                                                       |
| 15 157      | Gustav Brom mit seinen Original Brünner Polka Musikanten        | Česká Polka                                                 | 1968 | —                                  | [ 105 ]                                               |
| 15 158      | Benny Bailey Sextett                                            | Soul Eyes: Jazz Live at the Domicile Munich                 | 1968 | 11. Januar 1968                    | Domicile                                              |
| 15 159      | Ben Webster-Don Byas                                            | Ben Webster Meets Don Byas                                  | 1968 | 1.–2. Februar 1968                 | SABA Tonstudio, Villingen                             |
| 15 160      | Karel Velebny                                                   | Nonet                                                       | 1968 | 20. Februar 1968                   | SABA-Tonstudio, Villingen                             |
| 15 161      | Werner Baumgart und sein Silversound Orchester                  | Silversound                                                 | 1968 | —                                  | [ 10 ]                                                |
| 15 162      | Kiessling’s Coloured Strings                                    | Happy Rallye                                                | 1968 | —                                  | [ 107 ] [ 108 ]                                       |
| 15 163      | Tete Montoliu                                                   | Piano for Nuria                                             | 1968 | 2. Februar 1968                    | SABA-Tonstudio, Villingen                             |
| 15 165      | Orchester Roland Kovac                                          | Trip to the Mars                                            | 1968 | 1968                               |                                                       |
| 15 167      | Das Tanzorchester des Südwestfunks, Rolf Hans Müller            | Broadway Melodie 1936–38                                    | 1968 | —                                  | [ 109 ]                                               |
| 15 168      | Das Tanzorchester des Südwestfunks, Rolf Hans Müller            | Mister Lucky                                                | 1968 | —                                  | [ 110 ]                                               |
| 15 169      | Novi Quartet                                                    | Novi in Wonderland                                          | 1968 | 1968                               |                                                       |
| 15 176      | Benny Bailey and His Orchestra                                  | The Balkan in My Soul                                       | 1968 | Januar 1968                        |                                                       |
| 15 177      | Abbé Wothké                                                     | Abbé Wothké singt                                           | 1968 | —                                  | [ 111 ]                                               |

### Prestige Records
1967 konnte SABA sich die Vertriebsrechte am US-amerikanischen Jazz-Label Prestige Records für Deutschland sichern. Dessen Schallplatten wurden unter dem Label SABA/Prestige, bzw. ab 1968 MPS/Prestige in die deutschen Schallplattenläden gebracht. Das 1949 gegründete Label konnte dadurch erstmals seine Schallplatten in Deutschland anbieten. Im Gegenzug veröffentlichte Prestige einige SABA/MPS-Produkte in den USA. Die Zusammenarbeit bestand bis ins Jahr 1969 hinein.
SABA übernahm ausschließlich Stereo-Aufnahmen mit deren 4-stelligen Prestige-Bestellnummern und dem Präfix PRST, ab 1968 nur noch PR, vereinzelt auch solche, die im Pseudostereo-Verfahren erstellt wurden.
Schnitt und Pressung der Schallplatten erfolgte in Hannover im Presswerk der Deutschen Grammophon Gesellschaft (DGG).
| Katalog-Nr. | Interpret                                              | Titel                                                     | Jahr | USA  | Aufnahme Jahr/Studio/Ort                                                                                    |
| ----------- | ------------------------------------------------------ | --------------------------------------------------------- | ---- | ---- | --- |
| 7109        | Miles Davis                                            | Bags Groove                                               | 1967 | 1957 | 1954 Van Gelder Studio, Hackensack, NJ                                                                      |
| 7128        | Annie Ross & King Pleasure                             | Annie Ross & King Pleasure sing                           | 1967 | 1958 | 1952–1954                                                                                                   |
| 7142        | John Coltrane                                          | Soultrane                                                 | 1967 | 1958 | 1958 Van Gelder Studio, Hackensack, NJ                                                                      |
| 7186        | Etta Jones                                             | Don't Go to Strangers                                     | 1967 | 1960 | 1960 Van Gelder Studio, Englewood Cliffs, NJ                                                                |
| 7221        | Miles Davis                                            | The Beginning                                             | 1967 | 1962 | 1955 Van Gelder Studio, Hackensack, NJ                                                                      |
| 7240        | Shirley Scott                                          | Plays Horace Silver                                       | 1967 | 1962 | 1961 Van Gelder Studio, Englewood Cliffs, NJ                                                                |
| 7291        | Sonny Rollins, Clifford Brown & Max Roach              | 3 Giants                                                  | 1967 | 1964 | 1956 New York City                                                                                          |
| 7292        | John Coltrane                                          | The Believer                                              | 1967 | 1964 | 1958 Van Gelder Studio, Hackensack, NJ                                                                      |
| 7315        | Kenny Burrell                                          | Soul Call                                                 | 1967 | 1964 | 1964 Van Gelder Studio, Englewood Cliffs, NJ                                                                |
| 7326        | Sonny Rollins                                          | Saxophone Colossus                                        | 1967 | 1957 | 1956 Van Gelder Studio, Hackensack, NJ                                                                      |
| 7334        | Eric Dolphy & Booker Little                            | Memorial Album: Recorded Live at The Five Spot            | 1967 | 1965 | 1961 Five Spot Cafe, NYC                                                                                    |
| 7338        | Shirley Scott & Stanley Turrentine                     | Blue Flames                                               | 1967 | 1964 | 1964 Van Gelder Studio, Englewood Cliffs, NJ                                                                |
| 7345        | The Morris Nanton Trio                                 | Preface                                                   | 1967 | 1964 | 1964 Van Gelder Studio, Englewood Cliffs, NJ                                                                |
| 7353        | John Coltrane                                          | Bahia                                                     | 1967 | 1965 | 1958 Van Gelder Studio, Hackensack, NJ                                                                      |
| 7362        | The Brother Jack McDuff Quartet                        | The Concert McDuff                                        | 1967 | 1965 | 1964 Gyllene Cirkeln, Stockholm, Schweden                                                                   |
| 7363        | Thelonious Monk                                        | The Golden Monk                                           | 1967 | 1956 | 1953 WOR Studios, NYC, 1954 Van Gelder Studio, Hackensack, NJ                                               |
| 7368        | Jesse Fuller                                           | Favorites                                                 | 1967 | 1965 | 1963 |
| 7369        | Gene Ammons                                            | Angel Eyes                                                | 1967 | 1965 | 1960, 1962 Van Gelder Studio, Englewood Cliffs, NJ                                                          |
| 7373        | Miles Davis                                            | Miles Plays Jazz Classics                                 | 1967 | 1965 | 1956 Van Gelder Studio, Hackensack, NJ                                                                      |
| 7377        | Lightnin' Hopkins                                      | Soul Blues                                                | 1967 | 1965 | 1964 New York City                                                                                          |
| 7382        | Eric Dolphy                                            | Here and There                                            | 1967 | 1966 | 1960 Van Gelder Studio, Englewood Cliffs, NJ 1961 Five Spot Cafe, NYC; Berlingske Has, Kopenhagen, Dänemark |
| 7391        | Otis Spann                                             | The Blues Never Die!                                      | 1967 | 1965 | 1964 Chicago, IL                                                                                            |
| 7398        | Yusef Lateef                                           | The Sounds of Yusef Lateef                                | 1967 | 1958 | 1957 Van Gelder Studio, Hackensack, NJ                                                                      |
| 7399        | The Roger Kellaway Trio                                | The Roger Kellaway Trio                                   | 1967 | 1965 | 1965 New York City                                                                                          |
| 7409        | Morris Nanton                                          | Something We've Got                                       | 1967 | 1965 | 1965 Van Gelder Studio, Englewood Cliffs, NJ                                                                |
| 7417        | Booker Ervin                                           | Groovin' High                                             | 1967 | 1966 | 1963, 1964 Van Gelder Studio, Englewood Cliffs, NJ                                                          |
| 7419        | The Jaki Byard Quartet                                 | Live! Vol. 1                                              | 1967 | 1965 | 1965 West Peabody, MA                                                                                       |
| 7421        | The Modern Jazz Quartet                                | Plays for Lovers                                          | 1967 | 1965 | 1952, 1953 New York City 1955 Van Gelder Studio, Hackensack, NJ                                             |
| 7425        | The Modern Jazz Quartet                                | Plays Jazz Classics                                       | 1967 | 1965 | 1952, 1953 New York City 1954, 1955 Van Gelder Studio, Hackensack, NJ                                       |
| 7432        | Herbie Mann                                            | The Best of                                               | 1967 | 1966 | 1952, 1953 Van Gelder Studio, Hackensack, NJ                                                                |
| 7433        | Sonny Rollins                                          | Jazz Classics                                             | 1967 | 1965 | 1954 Van Gelder Studio, Hackensack, NJ                                                                      |
| 7436        | Sonny Stitt                                            | Night Crawler                                             | 1967 | 1965 | 1965 Van Gelder Studio, Englewood Cliffs, NJ                                                                |
| 7443        | Etta Jones                                             | Greatest Hits                                             | 1967 | 1965 | 1960–1963 Van Gelder Studio, Englewood Cliffs, NJ                                                           |
| 7445        | Gene Ammons                                            | Boss Soul!                                                | 1967 | 1966 | 1961 Van Gelder Studio, Englewood Cliffs, NJ                                                                |
| 7446        | Mose Allison                                           | Plays for Lovers                                          | 1967 | 1966 | 1957–1959 Van Gelder Studio, Hackensack, NJ                                                                 |
| 7449        | Chet Baker Quintet                                     | Smokin' With The Chet Baker Quintet                       | 1967 | 1966 | 1965 New York City                                                                                          |
| 7450        | Roland Kirk                                            | Funk Underneath                                           | 1967 | 1966 | 1961 Van Gelder Studio, Englewood Cliffs, NJ                                                                |
| 7454        | Gene Ammons, Sonny Stitt & Brother Jack McDuff         | Soul Summit                                               | 1967 | 1966 | 1962 Van Gelder Studio, Englewood Cliffs, NJ                                                                |
| 7457        | Miles Davis                                            | Greatest Hits                                             | 1967 | 1966 | 1951 Apex Studios, NYC 1953 WOR Studios, NYC 1954, 1956 Van Gelder Studio, Hackensack, NJ                   |
| 7459        | Sonny Stitt                                            | Pow!                                                      | 1967 | 1966 | 1965 New York City                                                                                          |
| 7460        | Chet Baker Quintet                                     | Groovin' With The Chet Baker Quintet                      | 1967 | 1966 | 1965 New York City                                                                                          |
| 7461        | Frank Foster                                           | Fearless Frank Foster                                     | 1968 | 1966 | 1965 Van Gelder Studio, Englewood Cliffs, NJ                                                                |
| 7463        | Jaki Byard                                             | Freedom Together!                                         | 1967 | 1966 | 1966 RLA Sound Studios, NYC                                                                                 |
| 7465        | Bobby Timmons                                          | The Soul Man!                                             | 1967 | 1966 | 1966 Van Gelder Studio, Englewood Cliffs, NJ                                                                |
| 7467        | Morris Nanton                                          | Soul Fingers                                              | 1967 | 1967 | 1966 Van Gelder Studio, Englewood Cliffs, NJ                                                                |
| 7478        | Chet Baker Quintet                                     | Comin' on with The Chet Baker Quintet                     | 1967 | 1967 | 1965 New York City                                                                                          |
| 7479        | Frank Foster                                           | Soul Outing!                                              | 1967 | 1966 | 1966 Van Gelder Studio, Englewood Cliffs, NJ                                                                |
| 7480        | Charles McPherson                                      | The Quintet / Live!                                       | 1967 | 1966 | 1966 Five Spot Cafe, NYC                                                                                    |
| 7484        | Don Patterson                                          | Soul Happening!                                           | 1967 | 1967 | 1966 Van Gelder Studio, Englewood Cliffs, NJ                                                                |
| 7486        | Eric Kloss                                             | Grits & Gravy                                             | 1967 | 1967 | 1966 Van Gelder Studio, Englewood Cliffs, NJ                                                                |
| 7487        | Freddie McCoy                                          | Peas 'n' Rice                                             | 1967 | 1967 | 1965, 1967 Van Gelder Studio, Englewood Cliffs, NJ                                                          |
| 7488        | Don Friedman                                           | Metamorphosis                                             | 1967 | 1966 | 1966 Van Gelder Studio, Englewood Cliffs, NJ                                                                |
| 7489        | Sylvia Syms                                            | For Once in my Life                                       | 1968 | 1967 | 1967 Van Gelder Studio, Englewood Cliffs, NJ                                                                |
| 7491        | Houston Person                                         | Underground Soul!                                         | 1967 | 1966 | 1966 Van Gelder Studio, Englewood Cliffs, NJ                                                                |
| 7494        | Johnny „Hammond“ Smith                                 | Ebb Tide                                                  | 1968 | 1967 | 1967 Van Gelder Studio, Englewood Cliffs, NJ                                                                |
| 7495        | Gene Ammons                                            | Live! In Chicago                                          | 1968 | 1967 | 1961 D.J. Lounge, Chicago, IL                                                                               |
| 7497        | Richard „Groove“ Holmes                                | Super Soul                                                | 1968 | 1967 | 1967 Chicago, IL                                                                                            |
| 7499        | The Booker Ervin Sextet                                | Heavy!!!                                                  | 1968 | 1967 | 1966 New York City                                                                                          |
| 7501        | Billy Hawks                                            | The New Genius of The Blues                               | 1967 | 1967 | 1966 Van Gelder Studio, Englewood Cliffs, NJ                                                                |
| 7502        | Pucho And The Latin Soul Brothers                      | Saffron and Soul                                          | 1967 | 1967 | 1966 Van Gelder Studio, Englewood Cliffs, NJ                                                                |
| 7503        | Byrdie Green                                           | The Golden Thrush Strikes                                 | 1967 | 1966 | 1966 Van Gelder Studio, Englewood Cliffs, NJ                                                                |
| 7508        | Thelonious Monk                                        | The High Priest                                           | 1968 | 1966 | 1952 New York City 1954 Van Gelder Studio, Englewood Cliffs, NJ                                             |
| 7511        | Sonny Criss                                            | This Is Criss!                                            | 1967 | 1967 | 1966 Van Gelder Studio, Englewood Cliffs, NJ                                                                |
| 7512        | Chet Baker Quintet                                     | Boppin' with The Chet Baker Quintet                       | 1968 | 1967 | 1965 New York City                                                                                          |
| 7525        | Buddy Terry                                            | Electric Soul                                             | 1968 | 1967 | 1967 Van Gelder Studio, Englewood Cliffs, NJ                                                                |
| 7529        | Brother Jack McDuff                                    | The Midnight Sun                                          | 1968 | 1967 | 1963 Front Room, Newark, NJ 1964–1967 New York City                                                         |
| 7532        | The Kenny Burrell Quintet with John Coltrane           | The Kenny Burrell Quintet with John Coltrane              | 1968 | 1962 | 1958 Van Gelder Studio, Hackensack, NJ                                                                      |
| 7534        | Gene Ammons                                            | Boss Tenor                                                | 1968 | 1968 | 1960 Van Gelder Studio, Englewood Cliffs, NJ                                                                |
| 7535        | Eric Kloss                                             | Life Force                                                | 1968 | 1968 | 1967 New York City                                                                                          |
| 7540        | Miles Davis                                            | Odyssey!                                                  | 1968 | 1968 | 1955 Van Gelder Studio, Hackensack, NJ                                                                      |
| 7541        | Buddy Terry                                            | Natural Soul                                              | 1968 | 1968 | 1967 Van Gelder Studio, Englewood Cliffs, NJ                                                                |
| 7548        | Houston Person                                         | Trust in Me                                               | 1968 | 1968 | 1967 Van Gelder Studio, Englewood Cliffs, NJ                                                                |
| 7551        | Willis Jackson                                         | Soul Grabber                                              | 1968 | 1968 | 1967 Van Gelder Studio, Englewood Cliffs, NJ                                                                |
| 7555        | Pucho And The Latin Soul Brothers                      | Big Stick                                                 | 1968 | 1968 | 1967 New York City                                                                                          |
| 7557        | Joe Jones                                              | Introducing The Psychedelic Soul Jazz Guitar Of Joe Jones | 1969 | 1968 | 1967 Van Gelder Studio, Englewood Cliffs, NJ                                                                |
| 7566        | Houston Person                                         | Blue Odyssey                                              | 1969 | 1968 | 1967 New York City                                                                                          |
| 7572        | Pucho And The Latin Soul Brothers                      | Heat!                                                     | 1969 | 1968 | 1968 New York City                                                                                          |
| 7576        | The Sonny Criss Orchestra                              | Sonny's Dream (Birth Of The New Cool)                     | 1969 | 1968 | 1968 Los Angeles, CA                                                                                        |
| 7577        | Don Patterson                                          | Opus De Don                                               | 1969 | 1968 | 1968 New York City                                                                                          |
| 7579        | Eric Dolphy & Booker Ervin with The Mal Waldron Sextet | The Quest                                                 | 1969 | 1962 | 1961 Van Gelder Studio, Englewood Cliffs, NJ                                                                |
| 7580        | Miles Davis                                            | Steamin'                                                  | 1969 | 1961 | 1956 Van Gelder Studio, Hackensack, NJ                                                                      |
| 7581        | John Coltrane                                          | Lush Life                                                 | 1969 | 1961 | 1957–1958 Van Gelder Studio, Hackensack, NJ                                                                 |
| 7589        | Pat Martino                                            | Baiyina (The Clear Evidence)                              | 1969 | 1968 | 1968 New York City                                                                                          |
| 7594        | Eric Kloss                                             | Sky Shadows                                               | 1969 | 1968 | 1968 New York City                                                                                          |

### Singles (Victoria/SABA/MPS)
Singles (im 7″-Format) spielten vor allem bei dem MPS-Vorgängerlabel SABA eine Rolle. Sie wurden mit 4-stelligen Katalognummern veröffentlicht, beginnend mit der Ziffer 3. Die ersten Singles erschienen 1963 auf dem Unterlabel Victoria (Präfix V). Anfang 1964 wurde das Victoria-Label aufgegeben. Fortan erhielten die Singles das SABA-Label (Präfix SB). Nach dem Ende von SABA, im März 1968, erhielten die Bestellnummern das Präfix MPS. 1969 wurde die Reihe MPS Discothek eingeführt, deren Katalognummern die Ziffer 8 voranstand. In der Zeit des BASF-Vertriebs erschienen genau zwei Singles, hier mit dem entsprechenden Präfix versehen.
2021 erschienen zehn Singles unter dem SABA- bzw. MPS Label bei dem britischen Label Wallen Bink Records mit den Katalognummern WB004 bis WB013.
Die Liste beginnt mit drei Singles mit Bestellnummern beginnend mit 2. Hierbei handelt es sich um eine lose Reihe mit Sprachaufnahmen (Hörspiele usw.)
| Katalog-Nr.     | Interpret                                                | Titel                                                                                            | Jahr | Aufnahme              | Ort/Studio                                                                           |
| --------------- | -------------------------------------------------------- | ------------------------------------------------------------------------------------------------ | ---- | --------------------- | ------------------------------------------------------------------------------------ |
| SB 2001         | Evelyn Künneke                                           | Die Stewardess / Ferien auf Italienisch                                                          | 1965 | —                     |                                                                                      |
| SB 2003         | Walther Richter                                          | Testpilot X 113                                                                                  | 1965 | —                     |                                                                                      |
| SB 2004         | Wolfgang Lauth und Hermann Impertro                      | Denn Liebe ist stark wie der Tod (Kantate für Chor & Jazz-Combo)                                 | 1965 | —                     |                                                                                      |
| V 3001          | Illo Schieder und Hermann Impertro                       | Weißt du denn, was morgen geschieht? / In unserer Stadt gibt’s viele Leute                       | 1963 | —                     |                                                                                      |
| V 3002          | Original Herz-Quintett                                   | Grüßt mir die Heimat / Ich kann die Heimat nicht vergessen                                       | 1963 | —                     |                                                                                      |
| V 3003          | Mary Roos                                                | Das Tipfelchen auf dem „i“ / Die Liebe läßt uns kalt                                             | 1963 | —                     |                                                                                      |
| V 3004          | Perry Neumann                                            | Regine, Regine, du brauchst für deine Augen ’ne Gardine / Über die Brücke möcht’ ich nicht gehen | 1963 | —                     |                                                                                      |
| V 3005          | Die Isarspatzen                                          | Immergrüner Tannenwald, immergrüne Treue / Zur Liebe gehören zwei Herzen                         | 1963 | —                     |                                                                                      |
| V 3006          | —                                                        | —                                                                                                | —    | —                     |                                                                                      |
| V 3007          | Mary und Perry                                           | Wir gehören zusammen / Wenne, Wenne, wenn du bei mir bist                                        | 1963 | —                     |                                                                                      |
| V 3008          | —                                                        | —                                                                                                | —    | —                     |                                                                                      |
| V 3009          | Maria Mucke und Willy Berking                            | Ich wünsch’ Dir eine gute Reise / So soll es sein                                                | 1963 | —                     |                                                                                      |
| V 3010          | Evelyn Künneke und die Pilssammler                       | Ein Königreich für ein Glas Bier / Das Pilslied                                                  | 1963 | —                     |                                                                                      |
| V 3011          | —                                                        | —                                                                                                | —    | —                     |                                                                                      |
| V 3012          | Mary Roos                                                | Überall ist ein Anfang (Ewiges Spiel) / Weiße Wolken, blaues Meer                                | 1963 | —                     |                                                                                      |
| V 3013          | Cocky Sauter                                             | Affen-Twist / Farmer’s Morning                                                                   | 1963 | —                     |                                                                                      |
| V 3014          | Mary Roos mit Chris und Gitty                            | Bavariola / Five O’clock Slop                                                                    | 1963 | —                     |                                                                                      |
| V 3015          | Horst Winter                                             | Großvaters Uhr / Zwei himmelblaue Augen                                                          | 1963 | —                     |                                                                                      |
| V 3016          | —                                                        | —                                                                                                | —    | —                     |                                                                                      |
| SB 3017         | Ambros Seelos und sein Orchester                         | Hitchcock / Black and White                                                                      | 1964 | —                     |                                                                                      |
| SB 3018         | Ambros Seelos und sein Orchester                         | One Note Samba / I’m Beginning to See the Light                                                  | 1964 | —                     |                                                                                      |
| SB 3019         | Perry Neumann                                            | Mi amore / Auf dem Weg nach Amsterdam                                                            | 1964 | —                     |                                                                                      |
| SB 3020         | Rosita Serrano                                           | Man sagt adieu / Goodbye Song                                                                    | 1964 | —                     |                                                                                      |
| V 3021          | Charly Valentino                                         | Der alte Vagabund / Von Land zu Land                                                             | 1964 | —                     |                                                                                      |
| V 3022          | Sweet Ladies Rosi und Gissy                              | Cowboy, jetzt mußt du reiten / Blaue Nacht von Tennessee                                         | 1964 | —                     |                                                                                      |
| V 3023          | Sweet Ladies Rosi und Gissy                              | Es gibt eine glutrote Rose / Lieber guter Mond                                                   | 1964 | —                     |                                                                                      |
| V 3024          | Gissy Jung                                               | Wer? / Ein kleines bißchen Liebe                                                                 | 1964 | —                     |                                                                                      |
| SB 3025         | Mary Roos                                                | Kellerparty Twist                                                                                | 1964 | —                     |                                                                                      |
| SB 3026         | Gissy Jung                                               | Conny Ist O.K.                                                                                   | 1964 | —                     |                                                                                      |
| SB 3027         | Toni Stricker                                            | Wolgalied / Dein ist mein ganzes Herz                                                            | 1964 | —                     |                                                                                      |
| SB 3028         | Käpt’n Bill und die Rubin Boys mit der Saba-Studio-Combo | Der alte Kahn                                                                                    | 1964 | —                     |                                                                                      |
| SB 3029         | Mady Riehl                                               | Du bist ein Mann / Straße des Glücks                                                             | 1964 | —                     |                                                                                      |
| SB 3031         | Die Saba-Studio-Combo                                    | Bossa in Pastels                                                                                 | 1964 | —                     |                                                                                      |
| SB 3032         | Die Willy-Fruth-Combo                                    | Minor Bossa Nova                                                                                 | 1964 | —                     |                                                                                      |
| SB 3033         | Willi Fruth Mit Seinen Solisten                          | Limbo Las Vegas / Slop Job                                                                       | 1964 | —                     |                                                                                      |
| SB 3034         | Hubert Deuringer und seine Solisten                      | Drehorgel-Polka                                                                                  | 1964 | —                     |                                                                                      |
| SB 3035         | Renée Franke                                             | Am schwarzen Meer / Sanssouci-Melodie                                                            | 1964 | —                     |                                                                                      |
| SB 3036         | Das Saba-Studio-Orchester                                | En Ti / Bossa Cantania                                                                           | 1964 | —                     |                                                                                      |
| SB 3037         | Toni Stricker                                            | Das alte Lied                                                                                    | 1964 | —                     |                                                                                      |
| SB 3038         | Jupp Durst und die Bierpfeifer                           | Wir haben kein Geld mehr                                                                         | 1964 | —                     |                                                                                      |
| SB 3039         | James Graser                                             | Der Playboy                                                                                      | 1964 | —                     |                                                                                      |
| SB 3040         | Ahmed Taib                                               | Wasifa / Wenn du auch einsam bist                                                                | 1964 | —                     |                                                                                      |
| SB 3041         | Jean Thomé                                               | Filzpantoffel-Polka / Promille-Twist                                                             | 1964 | —                     |                                                                                      |
| SB 3042         | Alicia Valdez                                            | Flamenco Slop / Der Tag ist vorbei                                                               | 1964 | —                     |                                                                                      |
| SB 3043         | Ermano Sens                                              | Es wird in hundert Jahren wieder so ein Frühling sein                                            | 1964 | —                     |                                                                                      |
| SB 3044         | The Keys                                                 | Colour Slide / Sleep, Sleep My Baby                                                              | 1964 | —                     |                                                                                      |
| SB 3045         | ?                                                        | Jumbo’s Letkiss / Finnenhochzeit                                                                 | 1964 | —                     |                                                                                      |
| SB 3046         | Les Cocos                                                | Ein Boy Mit Himmelblauen Augen / Ein Flirt tut doch nicht weh                                    | 1964 | —                     |                                                                                      |
| SB 3047         | Bill Jacksfield                                          | Heimweh nach Virginia / Straight Ahead                                                           | 1964 | —                     |                                                                                      |
| SB 3048         | Michael Thomas                                           | Mit Der Choo-Choo-Choo                                                                           | 1964 | —                     |                                                                                      |
| SB 3049         | Polly Perkins                                            | Falling in Love Again / I Went By Your House Today                                               | 1964 | —                     |                                                                                      |
| SB 3050         | Maurice Dean & Big Band Europe                           | Vergiß all Deine Träume                                                                          | 1965 | —                     |                                                                                      |
| SB 3051         | Orchester Ernie Quelle                                   | Kommissar Maigret-Theme / Kommissar Maigret-Blues                                                | 1965 | —                     |                                                                                      |
| SB 3052         | Die Hackbrett-Musikanten                                 | Desafinado / Stop! In The Name of Love / Down Town / Greensleeves                                | 1965 | —                     |                                                                                      |
| SB 3053         | Hugo und seine Stammtischbrüder                          | Meine Frau hat den Schlüssel zum Schrank / Ich hänge so an Dir                                   | 1965 | —                     |                                                                                      |
| SB 3054         | Benny Bailey & Stenka Rasin                              | Swing, Kosak, Swing 1 / Schwarze Augen                                                           | 1965 | —                     |                                                                                      |
| SB 3055         | Benny Bailey                                             | Swing, Kosak, Swing 2 / Wolga-Schlepper                                                          | 1965 | —                     |                                                                                      |
| SB 3056         | Edgar and The Breathless                                 | Wohin gehst du schönes Mädchen / Schade um die Zeit                                              | 1965 | —                     |                                                                                      |
| SB 3057         | Harry Rimon, Orchester Hermann Sattler                   | Warum bin ich so allein / O Mamma Mia                                                            | 1965 | —                     |                                                                                      |
| SB 3058         | Die 3 Travelers                                          | Travelers Klingende Wahlparade                                                                   | 1965 | —                     |                                                                                      |
| SB 3059         | Big Band Europe                                          | Vergiß all’ deine Träume / Adieu Mon Amour                                                       | 1965 | —                     |                                                                                      |
| SB 3060         | Takis                                                    | Junge Leute sind nun mal anders / Die richtige Liebe tut immer ein bißchen weh                   | 1965 | —                     |                                                                                      |
| SB 3061         | Toni Stricker und das Orchester Hans Hammerschmid        | Gloomy Sunday / Silhouette                                                                       | 1965 | —                     |                                                                                      |
| SB 3062         | Ellen Friese und das Konfetti-Trio                       | Das setz ich von der Steuer ab                                                                   | 1965 | —                     |                                                                                      |
| SB 3063         | Maurice Dean mit dem Radio Tanzorchester-Brüssel         | Kann das Liebe sein?                                                                             | 1965 | —                     |                                                                                      |
| SB 3064         | Orchester Ambros Seelos                                  | Kille Kille (Let’s Go) / Say Why                                                                 | 1965 | —                     |                                                                                      |
| SB 3065         | Maurice Dean                                             | Rien ne pourra plus / Le temps de la Bohème                                                      | 1966 | —                     |                                                                                      |
| SB 3066         | Ole Olafsen                                              | My Favorite Dance / Beat Time                                                                    | 1966 | —                     |                                                                                      |
| SB 3067         | The Carriers                                             | Farewell Joe / Singapore                                                                         | 1966 | —                     |                                                                                      |
| SB 3068         | Karl Zack und die fidelen Zecher                         | Backe, backe Kuchen / Ein Handkäs im Palasthotel                                                 | 1966 | —                     |                                                                                      |
| SB 3069         | The Guards                                               | Hullabaloo / Hast Du heut’ Abend Zeit                                                            | 1966 | —                     |                                                                                      |
| SB 3070         | Günther Fersch                                           | Baby Baby Kille-Kille / Razzipuzzi                                                               | 1966 | —                     |                                                                                      |
| SB 3071         | Jack und Jimmy                                           | Weit, so weit ist Tennessee                                                                      | 1966 | —                     |                                                                                      |
| SB 3072         | Monika Grimm                                             | Wer Nimmt Mich In Seine Arme                                                                     | 1966 | —                     |                                                                                      |
| SB 3073         | —                                                        | —                                                                                                | —    | —                     |                                                                                      |
| SB 3074         | Harry Rimon                                              | In Der Wüste Negev / Heivenu Shalom                                                              | 1966 | —                     |                                                                                      |
| SB 3075         | Edda Haas                                                | Feuer / Ein richt’ger Mann                                                                       | 1966 | —                     |                                                                                      |
| SB 3076         | Ray Sebastian                                            | Ave Maria De Los Pescadores / Linda Turista                                                      | 1966 | —                     |                                                                                      |
| SB 3077         | The Sorcerers                                            | Sweet Love / With You                                                                            | 1966 | —                     |                                                                                      |
| SB 3078         | Peter Steffen                                            | Verschenk nicht dein Herz                                                                        | 1966 | —                     |                                                                                      |
| SB 3079         | —                                                        | —                                                                                                | —    | —                     |                                                                                      |
| SB 3080         | Horst Peter                                              | Mr. Cannibale                                                                                    | 1966 | —                     |                                                                                      |
| SB 3081         | Don & Dotti                                              | Johnny Boy                                                                                       | 1966 | —                     |                                                                                      |
| SB 3082         | Jane de Santacruz                                        | Daß ich dich liebe                                                                               | 1966 | —                     |                                                                                      |
| SB 3083         | Gerd Fitz                                                | Im Gerstensaft, da liegt die Kraft                                                               | 1966 | —                     |                                                                                      |
| SB 3084         | Monika Grimm                                             | Aber so ist die Liebe                                                                            | 1967 | —                     |                                                                                      |
| SB 3085         | Orchester Heribert Thusek                                | Null Uhr Eins (Titelmelodie)                                                                     | 1967 | —                     |                                                                                      |
| SB 3086         | Orchester Ambros Seelos                                  | Un homme et une femme / Lara’s Theme                                                             | 1967 | —                     |                                                                                      |
| SB 3087         | Orchester Ambros Seelos                                  | People / Guantanamera                                                                            | 1968 | —                     |                                                                                      |
| SB 3088         | —                                                        | —                                                                                                | —    | —                     |                                                                                      |
| SB 3089         | Horst Peter                                              | Bajesa Cusasa / Rainy Sunday                                                                     | 1967 | —                     |                                                                                      |
| SB 3090         | Willy Seiler                                             | Dr Gsangsverei’ / Dr Karle Hank                                                                  | 1967 | —                     |                                                                                      |
| SB 3091         | Flip Henderson mit seinem Orchester                      | Puppet on a String                                                                               | 1967 | —                     |                                                                                      |
| SB 3092         | Maurice Dean                                             | Wenn die Liebe geht / Lisa                                                                       | 1967 | —                     |                                                                                      |
| SB 3093         | Illo Schieder                                            | Du tust mir leid / Der Weg nach oben                                                             | 1968 | —                     |                                                                                      |
| SB 3094         | Nina Westen Und Fred Oldörp                              | Was mir wohl fehlt / Du bist meine Welt                                                          | 1968 | —                     |                                                                                      |
| SB 3095         | Das Eugster Terzett mit dem Heinz Waldvogel Quintett     | Laßt nochmal uns ein Liedchen singen / Komm gut ans Ziel                                         | 1967 | —                     |                                                                                      |
| SB 3096         | Orchester Ambros Seelos                                  | Cap Kennedy Beat                                                                                 | 1968 | —                     |                                                                                      |
| SB 3097         | ?                                                        | Mördande Tango / Lat mig drömma                                                                  | 1968 | —                     |                                                                                      |
| MPS 3098        | Flip Henderson                                           | La La La / Outsider                                                                              | 1968 | 1968                  |                                                                                      |
| MPS 3099        | ?                                                        | Weihnachten mit der Mutter                                                                       | 1968 | —                     |                                                                                      |
| MPS 3100        | Ella Fitzgerald                                          | Hey Jude / Sunshine of Your Love                                                                 | 1969 | 1969                  | Recorded at Fairmont Hotel, San Francisco                                            |
| MPS 3101        | Lilian Atterer, Orchester Maurice Pop                    | Weil ich so sexy bin / 77 Sunset Strip                                                           | 1969 | —                     |                                                                                      |
| MPS 3102        | —                                                        | —                                                                                                | —    | —                     |                                                                                      |
| MPS 3103        | Albert Golowin                                           | Du und I / Auf Visit                                                                             | 1970 | —                     |                                                                                      |
| MPS 3104        | Rigo Denu                                                | Traum aller Menschen / Eine neue Zeit begann                                                     | 1970 | —                     |                                                                                      |
| MPS 3105        | Ambros Seelos Show-Band                                  | Wir wollen endlich ein Tor seh’n                                                                 | 1970 | —                     |                                                                                      |
| MPS 3106        | Billy Lorento                                            | Dark Eyes / Amadora                                                                              | 1970 | —                     |                                                                                      |
| MPS 3107        | Billy Lorento                                            | Song of the Volga Boatsmen / Baiao Napolitano                                                    | 1970 | —                     |                                                                                      |
| MPS 3108        | Gisela                                                   | Kommen Sie in meinen Massagesalon / Die Wirtin vom Goldenen Schwan                               | 1970 | —                     |                                                                                      |
| MPS 3109        | Rigo Denu                                                | Ich sah sie / Die andere Welt                                                                    | 1970 | —                     |                                                                                      |
| MPS 3110        | The Third Wave                                           | Questions 67+68 / Love Train                                                                     | 1970 | Nov. 1969 / Jan. 1970 | MPS-Studio, Villingen                                                                |
| MPS 3111        | —                                                        | —                                                                                                | —    | —                     |                                                                                      |
| MPS 3112        | Leo Martin                                               | Das ist mir so egal; Je reviens, ich komme wieder                                                | 1970 | —                     | MPS-Studio, Villingen                                                                |
| MPS 3113        | Sonja Salvis                                             | Unser Glück kennt keine Grenzen / Champs Élysées                                                 | 1970 | —                     |                                                                                      |
| MPS 3114        | Wolfgang Dauner Quintet                                  | Sun Is Rising / A Day in a Life                                                                  | 1970 | Juli 1969             | MPS-Studio, Villingen                                                                |
| MPS 3115        | Dave Pike Set                                            | Mathar / I’m on My Way                                                                           | 1970 | 21. Januar 1969       | MPS-Studio, Villingen                                                                |
| MPS 3116        | —                                                        | —                                                                                                | —    | —                     |                                                                                      |
| MPS 3117        | Fred Schecher Chor                                       | Und dann hasch ich… / Am Rhein wird das Küssen…                                                  | 1970 | —                     |                                                                                      |
| MPS 8001        | The Jupiters                                             | Kauf dir drei kluge Affen / Tanz mir nicht immer auf der Nase herum                              | 1969 | —                     |                                                                                      |
| MPS 8002        | Little Lord                                              | I Said Hey / If It Comes to Loving                                                               | 1969 | —                     |                                                                                      |
| MPS 8003        | The Time Breakers                                        | Look at My Baby / Now Time Has Gone                                                              | 1969 | —                     |                                                                                      |
| MPS 8004        | Flip Henderson                                           | Penny of Happiness / Blue Night                                                                  | 1969 | —                     |                                                                                      |
| MPS 8005        | The Science Poption                                      | You’ve Got Me So High / Lady of Leisure                                                          | 1969 | —                     |                                                                                      |
| MPS 8006        | The United Five                                          | Just A Little Bit of Love / Go Go Mo Jo                                                          | 1969 | —                     |                                                                                      |
| MPS 8007        | You And Me                                               | Take Me or Break Me / Oh, the Way She Hold Me Tight                                              | 1969 | —                     |                                                                                      |
| BASF CQA 893    | Knut Kiesewetter                                         | What You Call to Be Free / Look at Me                                                            | 1971 | —                     | [ 115 ]                                                                              |
| BASF 05 10914-8 | Fred Schecher Chor                                       | Wer hat der hat … / So was wie heut das gibt’s nicht jeden Tag                                   | 1972 | —                     | [ 116 ]                                                                              |
| WB004           | George Duke                                              | My Soul / Au Right                                                                               | 2021 | Apr./Dez. 1971        | Wally Heider Studios, San Francisco vom MPS-Album The Inner Source (1973)            |
| WB005           | Monty Alexander & Ernest Ranglin                         | Love And Happiness / Yellow Bird                                                                 | 2021 | 1974                  | Dynamic Sound Studios, Kingston, Jamaika vom MPS-Album Rass! (1974)                  |
| WB006           | Wolfgang Dauner Quintet                                  | Sun is Rising / A Day in a Life                                                                  | 2021 | Juli 1969             | MPS-Studio, Villingen Reissue der MPS-Single MPS 3114 (1970)                         |
| WB007           | The Dave Pike Set                                        | Mathar / Regards from Freddie Horowitz                                                           | 2021 | 21. Januar 1969       | MPS-Studio, Villingen vom MPS-Album Noisy Silence-Gentle Noise (1969)                |
| WB008           | Nathan Davis Quintet & Carmell Jones                     | Carmell's Black Forest Waltz / B's Blues                                                         | 2021 | 1. September 1965     | SABA-Tonstudio, Villingen vom SABA-Album The Hip Walk (1965)                         |
| WB009           | Nathan Davis Quintet                                     | Theme from Zoltan / Mister E                                                                     | 2021 | 31. Januar 1965       | SABA-Tonstudio, Villingen vom SABA-Album Happy Girl (1965)                           |
| WB010           | Orchester Roland Kovac                                   | Blue Dance / Milky Way                                                                           | 2021 | —                     | vom SABA-Album Trip To The Mars (1968)                                               |
| WB011           | Baden Powell                                             | Sarava / Canto de Ossanha                                                                        | 2021 | 1./2. Juni 1966       | Studio Riosom/Studio Atonal, Rio de Janeiro vom SABA-Album Tristeza On Guitar (1966) |
| WB012           | Mark Murphy                                              | Sconsolato / Just Give me Time                                                                   | 2021 | 18. Dezember 1967     | Lindström Studio, Köln vom SABA-Album Midnight Mood (1968)                           |
| WB013           | Mr. Fats Sadi, His Vibes & His Friends                   | Ensadinado / Night Lady                                                                          | 2021 | 21. März 1966         | Lindström Studio, Köln vom SABA-Album Ensadinado (1966)                              |

## Teil 2: MPS Records 1968–1971

### Alben
MPS Records arbeitete im Eigenvertrieb mit 5-stelligen Bestellnummern und dem Präfix MPS.
Die Herstellung und Pressung der Schallplatten erfolgte in Hannover im Presswerk der Deutschen Grammophon Gesellschaft (DGG).
| Katalog-Nr. | Interpret                                                                                       | Titel                                                                            | Jahr | Aufnahme                       | Ort/Studio                                                        |
| ----------- | ----------------------------------------------------------------------------------------------- | -------------------------------------------------------------------------------- | ---- | ------------------------------ | ----------------------------------------------------------------- |
| 15 091      | Walther von der Vogelweide                                                                      | Goldene Lieder des Mittelalters 1                                                | 1969 | 1968/69                        | [ 127 ] [ 128 ]                                                   |
| 15 092      | Walther von der Vogelweide                                                                      | Goldene Lieder des Mittelalters 2                                                | 1969 | 1968/69                        | [ 127 ] [ 128 ]                                                   |
| 15 093      | Walther von der Vogelweide                                                                      | Goldene Lieder des Mittelalters 3                                                | 1969 | 1968/69                        | [ 127 ] [ 128 ]                                                   |
| 15 164      | Barney Wilen                                                                                    | Auto Jazz: Tragic Destiny of Lorenzo Bandini                                     | 1968 | 13. Februar 1968               | Tonstudio Bauer, Ludwigsburg                                      |
| 15 166      | Maynard Ferguson                                                                                | Trumpet Rhapsody                                                                 | 1968 | Dezember 1967                  | Baden-Baden                                                       |
| 15 170      | Attila Zoller, Lee Konitz, Albert Mangelsdorff                                                  | Zo-Ko-Ma                                                                         | 1968 | 13.–14. März 1968              | MPS-Tonstudio, Villingen                                          |
| 15 171      | Art Van Damme                                                                                   | Lullaby in Rhythm                                                                | 1968 | 1968                           |                                                                   |
| 15 172      | Art Van Damme                                                                                   | Art in the Black Forest                                                          | 1968 | 1968                           |                                                                   |
| 15 173      | —                                                                                               | —                                                                                | —    | —                              | —                                                                 |
| 15 174      | Saints & Sinners                                                                                | Sugar: The Saints & Sinners In Europe                                            | 1968 | 4.–5.1968                      | MPS-Tonstudio, Villingen                                          |
| 15 175      | Kalman & Kalmann                                                                                | Kalman & Kalmann                                                                 | 1968 | —                              | [ 129 ]                                                           |
| 15 178      | Oscar Peterson                                                                                  | Exclusively for My Friends Vol. I: Action                                        | 1968 | 1963                           | Hans Georg Brunner-Schwer Studio, Villingen                       |
| 15 179      | Oscar Peterson                                                                                  | Exclusively for My Friends Vol. II: Girl Talk                                    | 1968 | 1965–1967                      | Hans Georg Brunner-Schwer Studio, Villingen                       |
| 15 180      | Oscar Peterson                                                                                  | Exclusively for My Friends Vol. III: The Way I Really Play                       | 1968 | April 1968                     | Hans Georg Brunner-Schwer Studio, Villingen                       |
| 15 181      | Oscar Peterson                                                                                  | Exclusively for My Friends Vol. IV: My Favorite Instrument                       | 1968 | 1968                           | Hans Georg Brunner-Schwer Studio, Villingen                       |
| 15 182      | Robert Bodenröder, Herbert Manfred Hoffmann                                                     | Trumpet Tunes & Voluntaries                                                      | 1968 | —                              | [ 130 ]                                                           |
| 15 183      | Dee Dee McNeil, Barry & The Movements                                                           | Soul Hour                                                                        | 1968 | 16.–17. April 1968             | Tonstudio Max Lussi, Basel                                        |
| 15 184      | Roberta Peters                                                                                  | Singt Lieder von Richard Strauss & Claude Debussy                                | 1968 | —                              | [ 131 ]                                                           |
| 15 185      | Orchester: Ralph Manning, Charlie Steinmann, Heinz Kiessling                                    | Symphonie for Lovers                                                             | 1968 | —                              | [ 132 ]                                                           |
| 15 186      | George Gruntz                                                                                   | St. Peter Power                                                                  | 1968 | 15.–16. Juli 1968              | Kloster- und Pfarrkirche St. Peter, Schwarzwald                   |
| 15 187      | Kurpfalzjäger                                                                                   | Auf geht's                                                                       | 1968 | —                              | [ 133 ]                                                           |
| 15 188      | Berry Lipman                                                                                    | Music for Drivers                                                                | 1968 | Mai 1968                       | Rhenus Studio, Köln                                               |
| 15 189      | The Amber-Rock Association                                                                      | Amber Rock                                                                       | 1968 | —                              | [ 135 ]                                                           |
| 15 190      | Werner Baumgart And His Swinging Saxophones                                                     | Sax Session                                                                      | 1969 | —                              | [ 136 ]                                                           |
| 15 191      | Barney Wilen & His Amazing Free Rock Band                                                       | Dear Prof. Leary                                                                 | 1968 | 27.–28. Juni 1968              | MPS-Tonstudio, Villingen                                          |
| 15 192      | Lee Konitz, Pony Poindexter, Phil Woods, Leo Wright                                             | Alto Summit                                                                      | 1968 | 2.–3. Juni 1968                | MPS-Tonstudio, Villingen                                          |
| 15 193      | Steve Kuhn Trio                                                                                 | Watch What Happens!                                                              | 1968 | 4. Juli 1968                   | MPS Tonstudio, Villingen                                          |
| 15 194      | —                                                                                               | —                                                                                | —    | —                              | —                                                                 |
| 15 195      | Charly Antolini                                                                                 | Soul Beat                                                                        | 1968 | August 1968                    | Rhenus Studio, Köln                                               |
| 15 196      | Dejan’s Original Olympia Brass Band                                                             | New Orleans Street Parade                                                        | 1968 | 12. August 1968                | Berlin                                                            |
| 15 197      | Erwin Lehn und ein großes Rundfunkorchester                                                     | Mit dir war es immer so schön                                                    | 1968 | 1968                           | Süddeutscher Rundfurk, Stuttgart, großer Sendesaal der Villa Berg |
| 15 198      | Various Artists                                                                                 | Soirée intime                                                                    | 1968 | —                              | [ 138 ]                                                           |
| 15 199      | Milt Buckner                                                                                    | Locked Hands                                                                     | 1968 | August 1968                    | Köln                                                              |
| 15 200      | Frau Sibylle, Dr. med. Ossy Knolle & Bert Loska mit seinem Sternen-Sex-Tett                     | Liebes-Horoskop                                                                  | 1968 | —                              | [ 139 ]                                                           |
| 15 201      | Berry Lipman                                                                                    | Music for Drivers 2 (Musik für Autofahrer)                                       | 1968 | Oktober 1968                   | Rhenus Studio, Köln                                               |
| 15 202      | Orchester Ambros Seelos                                                                         | Fire                                                                             | 1968 | —                              | [ 141 ]                                                           |
| 15 203      | Frank Pleyer Big Band                                                                           | Cadets Happening                                                                 | 1969 | 1968                           | Trixi Studio, München                                             |
| 15 204      | Don Cherry                                                                                      | Eternal Rhythm                                                                   | 1969 | 11.–12. November 1968          | Berlin Jazz Festival                                              |
| 15 205      | Wolfgang Dauner / Fred Van Hove                                                                 | Psalmus Spei / Requiem for Che Guevara                                           | 1969 | 10. November 1968              | Kirche am Südstern, Berlin                                        |
| 15 206      | —                                                                                               | —                                                                                | —    | —                              | —                                                                 |
| 15 207      | Dizzy Gillespie Reunion Big Band                                                                | 20th and 30th Anniversary                                                        | 1969 | 1968                           | Berliner Philharmonie                                             |
| 15 208      | Domorganist Eberhard Kraus                                                                      | Romantische Kathedralmusik                                                       | 1969 | —                              | [ 10 ]                                                            |
| 15 209      | Eugen Cicero                                                                                    | Klavierspielereien mit Eugen Cicero                                              | 1969 | Frühjahr 1965                  | Villingen                                                         |
| 15 210      | Albert Mangelsdorff                                                                             | Albert Mangelsdorff and his Friends                                              | 1969 | Dezember 1967 / Mai 1969       | Baden-Baden/Berlin/Stuttgart/Villingen                            |
| 15 211      | —                                                                                               | —                                                                                | —    | —                              | —                                                                 |
| 15 212      | —                                                                                               | —                                                                                | —    | —                              | —                                                                 |
| 15 213      | The Kenny Clarke–Francy Boland Big Band                                                         | Latin Kaleidoscope                                                               | 1969 | 13.–14. Mai 1968               | Lindström-Studios, Köln                                           |
| 15 214      | The Kenny Clarke–Francy Boland Big Band                                                         | All Smiles                                                                       | 1969 | 13.–14. Mai 1968               | Lindström-Studios, Köln                                           |
| 15 215      | Dave Pike Set                                                                                   | Noisy Silence – Gentle Noise                                                     | 1969 | 21. Januar 1969                | MPS-Tonstudio, Villingen                                          |
| 15 216      | Orchester Ambros Seelos                                                                         | Dance for Everybody                                                              | 1969 | —                              | [ 143 ]                                                           |
| 15 217      | Jan Hammer Trio                                                                                 | Malma Maliny                                                                     | 1969 | 30. August 1968                | Domicile, München                                                 |
| 15 218      | The Kenny Clarke–Francy Boland Big Band                                                         | Faces                                                                            | 1969 | 28.–29. Juni 1968              | Sonopress-Tonstudio, Köln                                         |
| 15 219      | Jazz Focus ’65                                                                                  | Focus ’65                                                                        | 1969 | 9. Juni 1968                   | Tonstudio Walldorf                                                |
| 15 220      | The Kenny Clarke–Francy Boland Big Band                                                         | Fellini 712                                                                      | 1969 | 2.–3. Dezember 1968            | Lindström Studios, Köln                                           |
| 15 221      | Oscar Peterson                                                                                  | Exclusively for My Friends Vol. V: Mellow Mood                                   | 1969 | 1968                           | Hans Georg Brunner-Schwer Studio, Villingen                       |
| 15 222      | Oscar Peterson                                                                                  | Exclusively for My Friends Vol. VI: Travellin’ On                                | 1969 | 1968                           | Hans Georg Brunner-Schwer Studio, Villingen                       |
| 15 223      | —                                                                                               | —                                                                                | —    | —                              | —                                                                 |
| 15 224      | —                                                                                               | —                                                                                | —    | —                              | —                                                                 |
| 15 225      | Friedrich Gulda                                                                                 | The Air from Other Planets                                                       | 1969 | 1969                           | MPS-Tonstudio, Villingen                                          |
| 15 226      | Golowin                                                                                         | Vienna Revisited                                                                 | 1969 | Februar 1969                   | MPS-Tonstudio, Villingen                                          |
| 15 227      | The Monaco Strings                                                                              | Semi-Classic Favorites                                                           | 1969 | —                              | [ 144 ]                                                           |
| 15 228      | Nelson Williams – Joe Turner                                                                    | The Great Traditionalists in Europe                                              | 1969 | 13. Februar 1969               | Walldorf-Soundstudio, Walldorf                                    |
| 15 229      | Colin Wilkie, Shirley Hart, Albert Mangelsdorff, Joki Freund                                    | Wild Goose                                                                       | 1969 | 19. Februar 1969               | Walldorf-Soundstudio, Walldorf                                    |
| 15 230      | Dexter Gordon & Slide Hampton                                                                   | A Day in Copenhagen                                                              | 1969 | 10. März 1969                  | Metronome Studio, Kopenhagen                                      |
| 15 231      | Lucky Thompson                                                                                  | A Lucky Songbook in Europe                                                       | 1969 | 13. März 1969                  | MPS-Tonstudio, Villingen                                          |
| 15 232      | Erwin Lehn und sein Südfunk-Tanzorchester                                                       | Tanzturnier im Belvedere                                                         | 1969 | —                              | [ 145 ]                                                           |
| 15 233      | Dixieland Kings                                                                                 | Dixieland Sensation                                                              | 1969 |                                |                                                                   |
| 15 234      | Billy Taylor Trio                                                                               | Sleeping Bee                                                                     | 1969 | April 1969                     | RCA Studio, New York                                              |
| 15 235      | Art Van Damme Quintet                                                                           | On the Road                                                                      | 1969 | 1969                           |                                                                   |
| 15 236      | Art Van Damme Ensemble                                                                          | Art and Four Brothers                                                            | 1969 | 1969                           |                                                                   |
| 15 237      | Milt Buckner                                                                                    | More Chords                                                                      | 1969 | April 1969                     | MPS-Tonstudio, Villingen                                          |
| 15 238      | Willi Stech                                                                                     | Erinnerungen an Berlin                                                           | —    | —                              | [ 146 ]                                                           |
| 15 239      | Joachim Kühn                                                                                    | Bold Music                                                                       | 1969 | 2.–3. Juni 1969                | MPS-Tonstudio, Villingen                                          |
| 15 240      | Orchester Gustav Brom                                                                           | Missa Jazz                                                                       | 1969 | 1969                           |                                                                   |
| 15 241      | Willi Stech, Georg Haentzschel                                                                  | Musicaleske: Portrait eines großen Komponisten                                   | —    | —                              | [ 147 ]                                                           |
| 15 242      | The Maxwells                                                                                    | Maxwell Street                                                                   | 1969 | 9.–12. Juni 1969               | Villingen                                                         |
| 15 243      | American Brass Quintet                                                                          | American Brass Quintet                                                           | 1969 | —                              | [ 148 ]                                                           |
| 15 244      | Chicago Blues All Stars                                                                         | Loaded with the Blues                                                            | 1969 | 1. Juli 1969                   | Loewe-Studio, Köln                                                |
| 15 245      | Jim Hall                                                                                        | It’s Nice to Be with You                                                         | 1969 | 27.–28. Juni 1969              | Teldec Studio, Berlin                                             |
| 15 246      | Lina Kromer                                                                                     | G’sicht am Strom                                                                 | 1969 | —                              | [ 10 ]                                                            |
| 15 247      | Johnny Teupen                                                                                   | Harpadelic                                                                       | 1969 | 7.–9. Juli 1969                | Köln                                                              |
| 15 248      | Wolfgang Dauner Quintet                                                                         | The Oimels                                                                       | 1970 | Juli 1969                      | MPS-Tonstudio, Villingen                                          |
| 15 249      | John Tchicai                                                                                    | Afrodisiaca                                                                      | 1970 | 16. Juli 1969                  | Kopenhagen                                                        |
| 15 250      | Ella Fitzgerald                                                                                 | Sunshine of Your Love                                                            | 1969 | 1969                           | Fairmont Hotel, San Francisco                                     |
| 15 251      | Oscar Peterson                                                                                  | Motions & Emotions                                                               | 1970 | 1969                           | A&R Studios, New York/ MPS-Studio, Villingen                      |
| 15 252      | Erroll Garner                                                                                   | Up in Errol’s Room                                                               | 1969 | 1968                           |                                                                   |
| 15 253      | Dave Pike Set                                                                                   | Four Reasons                                                                     | 1969 | August 1968                    | MPS-Tonstudio, Villingen                                          |
| 15 254      | Joe Turner                                                                                      | Smashing Thirds                                                                  | 1970 | 7. November 1969               | Sonopress Studio, Berlin                                          |
| 15 255      | Newport All-Stars                                                                               | Tribute to Duke                                                                  | 1970 | 29. Oktober 1969               | Basel, Schweiz                                                    |
| 15 256      | Stars of Faith of Black Nativity                                                                | Swing Low Sweet Chariot                                                          | 1970 | 5. Dezember 1969               | Paulus-Saal, Freiburg/Br.                                         |
| 15 257      | Dave Pike Set                                                                                   | Live at the Philharmonie                                                         | 1970 | 7. November 1969               | Philharmonie, Berlin                                              |
| 15 258      | —                                                                                               | —                                                                                | —    | —                              | —                                                                 |
| 15 259      | Karin Krog, John Surman, Albert Mangelsdorff, Francy Boland, Niels H.O. Pedersen, Daniel Humair | Open Space: The Down Beat Poll Winners in Europe                                 | 1970 | 10.–11. November 1969          | Sonopress Studio, Berlin                                          |
| 15 260      | Yancy Körössy                                                                                   | Identification                                                                   | 1969 | 9. September 1969              | MPS-Studio, Villingen                                             |
| 15 261      | Mike Nock Underground                                                                           | Between or Beyond                                                                | 1971 | 29. Juni 1970                  | MPS-Studio, Villingen                                             |
| 15 262      | Oscar Peterson Trio                                                                             | Hello Herbie                                                                     | 1970 | 5.–6. November 1969            | Hans Georg Brunner-Schwer Studio, Villingen                       |
| 15 263      | —                                                                                               | —                                                                                | —    | —                              | —                                                                 |
| 15 264      | Count Basie Orchestra                                                                           | Basic Basie                                                                      | 1970 | Oktober 1969 / Februar 1970    | Chicago/New York                                                  |
| 15 265      | —                                                                                               | —                                                                                | —    | —                              | —                                                                 |
| 15 266      | Richard Davis                                                                                   | Muses for Richard Davis                                                          | 1970 | 9. Dezember 1969               | MPS-Studio, Villingen                                             |
| 15 267      | Freddie Hubbard                                                                                 | The Hub of Hubbard                                                               | 1970 | 9. Dezember 1969               | MPS-Studio, Villingen                                             |
| 15 268      | Fritz Pauer                                                                                     | Live at the Berlin „Jazz Galerie“                                                | 1970 | 3.–4. Januar 1970              | Jazz Galerie, Berlin                                              |
| 15 269      | Baden-Baden Free Jazz Orchestra                                                                 | Gittin’ to Know Y’All                                                            | 1970 | 12.–14. Dezember 1969          | Baden-Baden Free Jazz Meeting/ SWF Uko Studio 1                   |
| 15 270      | Wolfgang Dauner Trio                                                                            | Music Zounds                                                                     | 1970 | Februar 1970                   | MPS-Studio, Villingen                                             |
| 15 271      | Friedrich Gulda                                                                                 | It’s All One                                                                     | 1970 | Februar 1970                   | MPS-Tonstudio, Villingen                                          |
| 15 272      | Friedrich Gulda                                                                                 | As You Like It                                                                   | 1970 | Februar 1970                   | MPS-Tonstudio, Villingen                                          |
| 15 273      | Horst Jankowski                                                                                 | Jankowskinetik                                                                   | 1970 | 6.–8. April 1970               | MPS-Tonstudio, Villingen                                          |
| 15 274      | Albert Mangelsdorff Quartet                                                                     | Never Let It End                                                                 | 1970 | 23. März 1970                  | Walldorf Studio, Walldorf                                         |
| 15 275      | Oscar Peterson Trio                                                                             | Tristeza on Piano                                                                | 1970 | 1970                           | A&R Studios                                                       |
| 15 276      | New Jazz Trio                                                                                   | Page One                                                                         | 1970 | 27. Januar 1970                | Rhenus Studio, Godorf                                             |
| 15 277      | Art Van Damme Quintet                                                                           | Blue World                                                                       | 1970 | Juni 1970                      | MPS-Tonstudio, Villingen                                          |
| 15 278      | Art Van Damme Quintet                                                                           | Keep Going                                                                       | 1971 | November 1970                  | MPS-Tonstudio, Villingen                                          |
| 15 279      | Joe Pass                                                                                        | Intercontinental                                                                 | 1970 | Juni 1970                      | MPS-Tonstudio, Villingen                                          |
| 15 280      | Dave Pike Set                                                                                   | Infra-Red                                                                        | 1970 | 15./18. Juni 1970              | MPS-Tonstudio, Villingen                                          |
| 15 281      | Buddy Tate Celebrity Club Orchestra                                                             | Unbroken                                                                         | 1970 | 30. Juni bis 1. Juli 1970      | MPS-Tonstudio, Villingen                                          |
| 15 282      | Art Farmer Quintet                                                                              | From Vienna with Art                                                             | 1970 | 7. September 1970              | MPS-Tonstudio, Villingen                                          |
| 15 283      | The Eddie Davis–Johnny Griffin Quintet                                                          | Tough Tenors Again ’N’ Again                                                     | 1970 | 24. April 1970                 | Cornet Studios, Köln                                              |
| 15 284      | Knut Kiesewetter Train                                                                          | Stop! Watch! And Listen!                                                         | 1970 | 2.–3. Juli 1970                | MPS-Tonstudio, Villingen                                          |
| 15 285      | Count Basie Orchestra                                                                           | High Voltage                                                                     | 1970 | Juli 1970                      | USA                                                               |
| 15 286      | Milt Buckner                                                                                    | Birthday Party for H.G.B.S.                                                      | 1970 | 20. Juli 1970                  | Villingen                                                         |
| 15 287      | Kenny Clarke–Francy Boland Big Band                                                             | More Smiles                                                                      | 1971 | 28. Mai 1969                   | Lindström Studios, Köln                                           |
| 15 288      | Kenny Clarke–Francy Boland Big Band                                                             | All Blues                                                                        | 1970 | 27. Mai 1970                   | Lindström-Studios, Köln                                           |
| 15 289      | Sun Ra                                                                                          | It’s After the End of the World: Live at the Donaueschingen and Berlin Festivals | 1971 | 17. Oktober / 7. November 1970 | Donaueschingen Music Festival/ Berlin Jazz Festival               |
| 15 290      | Earl Hines                                                                                      | Fatha and His Flock on Tour                                                      | 1971 | November 1970                  | Berlin Jazz Festival                                              |
| 15 291      | Anita O’Day                                                                                     | Anita O’Day in Berlin                                                            | 1971 | 7. November 1970               | Philharmonie, Berlin Jazz Festival                                |
| 15 292      | Eddy Louiss                                                                                     | Our Kind of Sabi                                                                 | 1971 | —                              | [ 10 ]                                                            |
| 15 293      | Egberto Gismonti                                                                                | Orfeo Novo                                                                       | 1971 | 28.–30. Oktober 1970           | MPS-Tonstudio, Villingen                                          |
| 15 294      | Erroll Garner                                                                                   | Feeling Is Believing                                                             | 1970 | 1969                           |                                                                   |
| 15 295      | Eugen Cicero                                                                                    | Balkan Rhapsodie                                                                 | 1970 | Oktober 1970                   | MPS-Tonstudio, Villingen                                          |
| 52 001      | Friedrich Gulda                                                                                 | Debussy: 24 Preludes – Band 1 und 2                                              | 1969 | Februar 1969                   | MPS-Tonstudio, Villingen                                          |
| 52 002      | Bach, Hertel, Fasch, Richter, Hasse, Benda                                                      | Konzerte galanter Zeit                                                           | 1969 | —                              | [ 151 ]                                                           |

### Unterlabels, Serien, Sonderauflagen
MPS Records betrieb auch einige Unterlabels und Serien wie Session, Center oder das Volksmusiklabel Top Five, die alle Schallplatten zu Sonderpreisen anboten. Aber auch MPS selbst veröffentlichte Schallplatten, die unter dem damaligen Festpreis für Schallplatten verkauft werden konnten.
Diese Veröffentlichungen wurden mit den Nummernkreisen 12XXX, 13XXX und 14XXX veröffentlicht. Die 1968 veröffentlichte 12er Reihe beinhaltete vor allem älteres SABA-Material. Die 13er Reihe, 1970 veröffentlicht, enthielt preisgünstige Klassikalben. Mit der 14er Reihe wurden viele ältere Aufnahmen aus dem regulären Programm preisreduziert angeboten.

#### Die 12er, 13er und 14er Reihe
| Katalog-Nr. | Interpret                                               | Titel | Jahr | Aufnahme                    | Ort/Studio                       |
| ----------- | ------------------------------------------------------- | --- | ---- | --------------------------- | -------------------------------- |
| 12 001      | Erwin Hartung                                           | Singt Paul Lincke und Walter Kollo                                                                        | 1968 | —                           | Villingen                        |
| 12 002      | Ein besserer Herr …und das Bert-Loska-„Sex“-tett        | Bonifatius Kiesewetter                                                                                    | 1968 | 1966                        | [ 155 ]                          |
| 12 004      | Ein besserer Herr …und das Bert-Loska-„Sex“-tett        | Bonifatius Kiesewetter 2                                                                                  | 1968 | 1966                        | [ 156 ]                          |
| 12 006      | Willi Stech und sein großes Orchester                   | Moon River                                                                                                | 1968 | —                           | [ 157 ]                          |
| 12 007      | Ole Olafsen und Seine Solisten                          | Sound Guitar                                                                                              | 1968 | 1966                        | [ 158 ]                          |
| 12 008      | The Kingstars                                           | At the Nightclub                                                                                          | 1968 | —                           | [ 159 ]                          |
| 12 009      | Streichorchester Rüdiger Piesker                        | Fascination Strings                                                                                       | 1968 | —                           | [ 160 ]                          |
| 12 010      | Die Perry Singers                                       | Sing a Song                                                                                               | 1968 | 1967                        | [ 161 ]                          |
| 12 012      | Hans Rauch                                              | Grimms Märchen                                                                                            | 1968 | —                           | [ 162 ]                          |
| 12 013      | The Herolds                                             | Golden Melodies                                                                                           | 1968 | 1967                        | [ 163 ]                          |
| 12 014      | Will Harris mit seiner Rhythmusgruppe                   | A Taste of Piano                                                                                          | 1968 | 1967                        | [ 164 ]                          |
| 12 015      | Das Akkordeon-Orchester Willi Münch                     | Moderne Akkordeonklänge                                                                                   | 1968 | —                           | [ 165 ]                          |
| 12 016      | The Kingstars                                           | Hey Girl                                                                                                  | 1968 | —                           | [ 166 ]                          |
| 12 017      | Orchester Antonio Conde                                 | Adios Amigos                                                                                              | 1968 | —                           | [ 167 ]                          |
| 13 000      | Friedrich Gulda                                         | Ludwig van Beethoven: 33 Veränderungen über einen Walzer von A. Diabelli Op. 120 („Diabelli-Variationen“) | 1970 | Februar 1970                | MPS Tonstudio, Villingen         |
| 13 001      | Ludwig van Beethoven                                    | Heitere Kammermusik Beethovens                                                                            | 1970 | —                           | [ 169 ]                          |
| 13 002      | Concerto Amsterdam, Jaap Schröder                       | Vivaldi: Die vier Jahreszeiten                                                                            | 1970 | 1970                        | [ 170 ]                          |
| 13 003      | L’Estro Armonico Amsterdam                              | Virtuose Triosonaten des Barock                                                                           | 1970 | —                           | [ 171 ]                          |
| 13 004      | Junge Kantorei-Darmstadt                                | Geistliche Chormusik der Romantik                                                                         | 1970 | —                           | [ 172 ]                          |
| 13 005      | Hermann Baumann, Wiener Symphoniker                     | Hornkonzerte der Romantik                                                                                 | 1970 | —                           | [ 173 ]                          |
| 13 007      | Capella Antiqua München                                 | Unbekannte und bekannte Weihnachtsmusik des 15. und 16. Jahrhunderts                                      | 1970 | 1970                        | Möschenfeld                      |
| 13 010      | Rudolph, Erzherzog von Österreich, Consortium Classicum | Klarinettensonate/Gitarrenserenade                                                                        | 1970 | —                           | [ 175 ]                          |
| 13 012      | Max van Egmond, Wilhelm Krumbach                        | Beethoven: Bonner Lieder                                                                                  | 1970 | —                           |                                  |
| 13 502      | Various Artists                                         | MPS Jazz Sound ’71                                                                                        | 1971 | —                           |                                  |
| 14 002      | Orchester Maurice Pop                                   | Play Together                                                                                             | 1970 | —                           | [ 176 ]                          |
| 14 003      | Frank Pleyer                                            | The Greatest Sound of Frank Pleyer                                                                        | 1970 | —                           | [ 177 ]                          |
| 14 004      | Albert Golowin-Friedrich Gulda                          | Donau So Blue                                                                                             | 1970 | Februar 1970                | MPS Tonstudio, Villingen         |
| 14 005      | Rosy-Singers                                            | In lauschiger Nacht                                                                                       | 1968 | 1968                        | Trixi Studio, München            |
| 14 006      | Free Orbit                                              | Free Orbit                                                                                                | 1970 | 1970                        | Jazzhouse, Hamburg               |
| 14 206      | Konrad Philipp Schuba                                   | Recital auf der Orgel des Münsters St. Nikolaus zu Überlingen am Bodensee                                 | 196? | —                           | Münster St. Nikolaus, Überlingen |
| 14 263      | The Third Wave                                          | Here and Now                                                                                              | 1970 | November 1969 / Januar 1970 | Villingen, München               |
| 14 266      | Max Reger, Willi Stech                                  | Variationen und Fuge, Op. 81 über ein Thema von Joh. Seb. Bach                                            | 1970 | —                           | [ 180 ]                          |
| 14 267      | Ambros Seelos Show Band                                 | Party Hits                                                                                                | 1970 | —                           | [ 181 ]                          |
| 14 268      | Fred Schecher Chor                                      | Das Goldene Lied                                                                                          | 1970 | —                           | [ 182 ]                          |
| 14 269      | Horst Jankowski and His Studio Orchestra                | Jankowskeynotes                                                                                           | 1970 | —                           | [ 183 ]                          |
| 14 270      | Das Große Orchester Willi Stech                         | Welterfolge von Franz Grothe                                                                              | 1970 | —                           | Villingen                        |
| 14 271      | Gustav Brom                                             | Goes Pop                                                                                                  | 1970 | —                           | [ 185 ]                          |
| 14 272      | Birnauer Kantorei & Kammerorchester                     | Mozart: Krönungsmesse Missa Nr. 14 C-dur/Litaniae Lauretanae De B.M.V. KV 109                             | 1970 | —                           | Basilika Birnau                  |
| 14 273      | Ludwig Doerr                                            | Science Fiction for Big Organ                                                                             | 1970 | —                           | Kaiserdom zu Speyer              |
| 14 276      | Horst Jankowski                                         | Jankowskingsize / For Nightpeople Only                                                                    | 1970 | —                           | [ 188 ]                          |
| 14 277      | Die Nachbarn                                            | Hallo | 1970 | —                           |                                  |
| 14 278      | Orchester Addy Flor & The Pete Jacques Orchestra        | Twilight Mood                                                                                             | 1970 | —                           | [ 189 ]                          |

#### Center
Mit dem Erfolg der Langspielplatten Mitte der 1960er Jahre suchten die Schallplattenlabels in Deutschland nach einer Möglichkeit, der bestehenden Preisbindung für Schallplatten mit günstigen Produktionen entgegenzutreten. Seit einem Urteil des Bundesgerichtshofs im Jahr 1966, war es den Tonträgerfirmen – unter bestimmten Voraussetzungen – nun auch möglich, ihre Produkte unterhalb des Festpreises anzubieten. Das Label EUROPA machte dies – zunächst mit Hörspielproduktionen für Kinder, später aber auch mit Musikalben – erfolgreich vor und bot seine Produkte für lediglich 5 DM (statt ca. 18 DM) an.
SABA bot mit seinem Center-Label Produktionen mit Ensembles und Musikern aus eigenem Haus an. Es erschienen Schallplatten mit damals beliebten Genres wie Country/Cowboy-Musik, karibischen Klängen aber auch Volksmusik und Schlager, sowie Zusammenstellungen von zuvor auf SABA erschienenem Material, wie eine Singles-Zusammenstellung von Mary Roos z. B., oder eine Auswahl des Repertoires des von SABA und MPS vertriebenen Prestige Jazz-Labels.
Aber auch Zusammenstellungen mit sogenannten No-Name-Bands, die aktuelles Material aus den internationalen Hitparaden nachsangen, konnte man von Center in den Regalen der Schallplattenhändler finden.
Center wurde von 1966 bis 1968 von SABA, ab 1968 von MPS mit 5-stelligen Bestellnummern beginnend mit 17 veröffentlicht.
| Katalog-Nr. | Interpret                                                                                       | Titel                                     | Jahr |
| ----------- | ----------------------------------------------------------------------------------------------- | ----------------------------------------- | ---- |
| 17001       | Brigachtaler Musikanten                                                                         | Klingende Akkordeongrüße                  | 1966 |
| 17002       | Ensembles Andy Dreiff, Mackie Ruff, Toni Stricker, Walter Pons, Willi Fruth                     | An der Hausbar                            | 1966 |
| 17003       | Otto Schwarzfischer und seine niederbayrische Blasmusik                                         | Böhmisch – Bayrisch                       | 1966 |
| 17004       | Ensembles Erwin Lehn, Willy Berking, Rolf-Hans Müller, Willi Stech, Ambros Seelos               | Berühmte Orchester bitten zum Tanz        | 1966 |
| 17005       | Various Artists                                                                                 | Wunschkonzert                             | 1966 |
| 17006       | Various Artists                                                                                 | Rendezvous der Prominenz                  | 1966 |
| 17007       | Various Artists                                                                                 | Immer gut gelaunt                         | 1966 |
| 17008       | Die Monte Negro’s                                                                               | Gesehen – Gehört – Begeistert             | 1966 |
| 17009       | Various Artists                                                                                 | So wird’s nie wieder sein                 | 1966 |
| 17010       |                                                                                                 |                                           |      |
| 17011       | Die Monte Negro’s                                                                               | Music in the Air                          | 1967 |
| 17012       | Otto Weiss, Peter Witte, Charly Antolini                                                        | Die Bekanntesten Musicals                 | 1967 |
| 17013       | Purko und seine Montenegros                                                                     | Swing Low                                 | 1967 |
| 17014       | Frank Costa mit seiner Rhythmus-Gruppe                                                          | Hallo, Mr. Hammond !                      | 1968 |
| 17015       | Various Artists                                                                                 | Rund um den Schwarzwald                   | 1968 |
| 17016       | Luftwaffenmusikkorps 2, Die Original Hoch- und Deutschmeister, Das Blasorchester Walter Schacht | Große Truppenparade                       | 1968 |
| 17017       | Rolf Schneebiegl und seine Böhmerwaldmusikanten                                                 | Heimatland am Egerstrand                  | 1968 |
| 17018       | Various Artists                                                                                 | Kinderreigen                              | 1968 |
| 17019       | Charly Groß, Klaus-Netzle-Chor, Manfred Oberndörfer, Michael Harten, Willy's Hillbillies        | Cowboy Camp                               | 1968 |
| 17020       | Various Artists                                                                                 | Es rauscht der Wasserfall                 | 1968 |
| 17021       | Die Orchester The Happy Seven und Claude Armand                                                 | Hoppla, Mr. Jux                           | 1968 |
| 17022       | Blue Stars Classics                                                                             | Made For Dancing                          | 1968 |
| 17023       | Frank Valdor’s Tropic Beats                                                                     | Tropicana                                 | 1968 |
| 17024       | Hafenkonzert Ltg. Gerd Schneider                                                                | Gruß vom Bodensee                         | 1968 |
| 17025       | Hollywood Youngsters                                                                            | Top Hits Aus USA, Folge 1                 | 1968 |
| 17026       | Hollywood Youngsters                                                                            | Top Hits Aus USA, Folge 2                 | 1968 |
| 17027       | Dieter-Reith-Combo                                                                              | Open Drive                                | 1968 |
| 17028       | Various Artists                                                                                 | Jazz As You Like It                       | 1968 |
| 17029       | Various Artists                                                                                 | Prestige In Jazz                          | 1968 |
| 17030       | Joe Scott Orchestra                                                                             | Mr. Trombone                              | 1968 |
| 17031       | Werner Baumgart und sein Orchester                                                              | Mr. Sax-Man                               | 1968 |
| 17032       | Joe Scott und sein Orchester                                                                    | Mr. Clarinet                              | 1968 |
| 17033       | Hollywood Youngsters                                                                            | Top Hits Aus USA, Folge 3                 | 1968 |
| 17034       | Hollywood Youngsters                                                                            | Top Hits Aus USA, Folge 4                 | 1968 |
| 17035       | First Rockers United Company                                                                    | Rock Race                                 | 1968 |
| 17036       | Horst Peter                                                                                     | For My Fans                               | 1968 |
| 17037       | Various Artists                                                                                 | Fröhliches Wochenend                      | 1968 |
| 17038       | Hollywood Youngsters                                                                            | Top Hits Aus USA, Folge 5                 | 1969 |
| 17039       | Hollywood Youngsters                                                                            | Top Hits Aus USA, Folge 6                 | 1969 |
| 17040       | Soul Explosion                                                                                  | Soul Fire                                 | 1969 |
| 17041       | Kosta Lukacs Combo                                                                              | Mr. Guitar                                | 1969 |
| 17042       | The Herolds                                                                                     | The Travelling Herolds                    | 1969 |
| 17043       | Hagaw Assoziation                                                                               | Happy Hagaw                               | 1969 |
| 17044       | Firehouse Charleston Band                                                                       | Mit Bubikopf und Vatermörder              | 1969 |
| 17045       | Hubert Deuringer's Akkordeon Band                                                               | Swing March around                        | 1969 |
| 17046       | Die Wandervögel, Ltg. H. Deuringer                                                              | Wozu ist die Straße da …                  | 1969 |
| 17047       | Janos Horvath und sein Puszta-Ensenble                                                          | Puszta-Träume                             | 1969 |
| 17048       | Various Artists                                                                                 | MPS Jazz Concert ’69                      | 1969 |
| 17049       | Johnny McGee And His Hillbillys                                                                 | Hillbilly Saloon                          | 1969 |
| 17050       | The N-U-R Renegades Steel Orchestra                                                             | Sounds In Steel                           | 1969 |
| 17051       | Hans Rauch und sein Orchester                                                                   | Dancing With Fred Raymond                 | 1969 |
| 17052       | Horst Peter und The King Stars                                                                  | Horst Peter … Aktuell                     | 1969 |
| 17053       | Mary Roos                                                                                       | Golden Love                               | 1969 |
| 17054       |                                                                                                 |                                           |      |
| 17055       | Heinz Kiessling                                                                                 | Magic Violins                             | 1969 |
| 17056       | Das Orchester Heinz Kiessling                                                                   | Young Sound                               | 1969 |
| 17057       | Orchester James Bennet                                                                          | Party Sound                               | 1969 |
| 17058       | Various Artists                                                                                 | Liebe zur Harmonika                       | 1969 |
| 17059       | The Sonics                                                                                      | Sonic                                     | 1969 |
| 17060       | Various Artists                                                                                 | Love is Love                              | 1969 |
| 17061       | Charles Vanberg Orchester                                                                       | Welt Sound                                | 1969 |
| 17062       |                                                                                                 |                                           |      |
| 17063       |                                                                                                 |                                           |      |
| 17064       | Willi Harris                                                                                    | A Taste of Piano                          | 1970 |
| 17065       |                                                                                                 |                                           |      |
| 17066       | Antonio Conde Orchester                                                                         | Adios Amigos                              | 1970 |
| 17067       |                                                                                                 |                                           |      |
| 17068       |                                                                                                 |                                           |      |
| 17069       | Peter Jacques Orchester                                                                         | Round Trip To Rio                         | 1970 |
| 17070       |                                                                                                 |                                           |      |
| 17071       |                                                                                                 |                                           |      |
| 17072       | Ambros Seelos Show Band                                                                         | Ambros Seelos Show, Live at the Nightclub | 1970 |
| 17073       |                                                                                                 |                                           |      |
| 17074       | Der Geißkopfchor                                                                                | Wald-Weihnacht                            | 1970 |

## Teil 3: MPS Records im BASF-Vertrieb 1971–1976
Ab April 1971 wurde MPS Records von BASF vertrieben. Die Schallplatten wurden zunächst unter dem Nummernschema CXX XXX in den Handel gebracht. Noch im selben Jahr stellte BASF auf ein 8-stelliges Bestellnummernsystem um (XX XXXXX-X), das zum Jahresende 1971 zum Tragen kam. Die Fertigung und Pressung der Schallplatten erfolgte weiterhin in Hannover im Presswerk der DGG (ab 1973 Phonodisc GmbH). Ganz vereinzelt tauchten auch Pressungen des Presswerks Sonopress (Gütersloh) auf.
| Katalog-Nr. | Interpret                                                                               | Titel                                                                                    | Jahr | Aufnahme                       | Ort/Studio                                                                               |
| ----------- | --------------------------------------------------------------------------------------- | ---------------------------------------------------------------------------------------- | ---- | ------------------------------ | ---------------------------------------------------------------------------------------- |
| CRM 751     | Eddy Louiss – John Surman – Daniel Humair                                               | Our Kind of Sabi                                                                         | 1971 | 27.–29. August 1970            | Nippon Columbia Studio Akasaka, Tokio                                                    |
| CRM 755     | Don Sugarcane Harris                                                                    | Keep On Driving                                                                          | 1971 | 17.–18. November 1970          | MPS Tonstudio, Villingen                                                                 |
| CRM 756     | Baden Powell                                                                            | Canto on Guitar                                                                          | 1971 | 2.–3. Dezember 1970            | MPS Tonstudio, Villingen                                                                 |
| CRA 828     | Pentallegro Di Alassio                                                                  | Pentallegro Around The World                                                             | 1971 | —                              | [ 196 ]                                                                                  |
| CRO 835     | Czerny, Ries, Beethoven                                                                 | Kammermusik auf Originalinstrumenten                                                     | 1971 | —                              | [ 197 ]                                                                                  |
| CRO 837     | Concerto Amsterdam, Jaap Schröder                                                       | Haydn, Pisendel, Teleman: Virtuose Violinkonzerte des Spätbarock                         | 1971 | —                              | [ 198 ]                                                                                  |
| CRO 838     | Frans Vester, Benda, Haydn, Gluck                                                       | Virtuose Flötenkonzerte der Frühklassik                                                  | 1971 | —                              | [ 199 ]                                                                                  |
| CRO 840     | Beethoven, Hummel, Cecere                                                               | Musik für Mandoline, Cembalo und Hammerflügel                                            | 1971 | —                              | [ 200 ]                                                                                  |
| CRP 843     | Various Artists                                                                         | Zürich Jazz Festival 1970                                                                | 1971 | 1970                           | 20. Internationales Jubiläums Jazz Festival, Zürich                                      |
| CRF 846     | Various Artists                                                                         | Session In Brass                                                                         | 1971 | —                              | [ 201 ]                                                                                  |
| CRF 851     | Dusko Goykovich International Quintet                                                   | As Simple As It Is                                                                       | 1971 | 23. Januar 1970                | Domicile, München                                                                        |
| CRA 864     | Orchester Horst Jankowski                                                               | Jankowskyline                                                                            | 1971 | —                              | [ 203 ]                                                                                  |
| CRM 865     | Jonny Teupen                                                                            | Harporhythm                                                                              | 1971 | Februar 1971                   |                                                                                          |
| CRA 866     | The Perry London                                                                        | Hell Drivers                                                                             | 1971 | —                              | [ 204 ]                                                                                  |
| CRM 868     | Oscar Peterson Trio                                                                     | Walking the Line                                                                         | 1971 | 10.–13. November 1970          | MPS Tonstudio, Villingen                                                                 |
| CRM 869     | Oscar Peterson Trio                                                                     | Another Day                                                                              | 1971 | November 1970                  | MPS Tonstudio, Villingen                                                                 |
| CVC 872     | Friedrich Gulda                                                                         | The Long Road to Freedom                                                                 | 1971 | 26. Februar 1971               | MPS Tonstudio, Villingen                                                                 |
| CRM 874     | Volker Kriegel                                                                          | Spectrum                                                                                 | 1971 | 1.–2. Februar 1971             | MPS Tonstudio, Villingen                                                                 |
| CRM 875     | Roland Hanna Trio                                                                       | Child of Gemini                                                                          | 1971 | 11.–12. Februar 1971           | MPS Tonstudio, Villingen                                                                 |
| CRM 876     | Stéphane Grappelli                                                                      | Afternoon In Paris                                                                       | 1971 | März 1971                      | MPS Tonstudio, Villingen                                                                 |
| CRM 877     | Michael Naura Quartett                                                                  | Call                                                                                     | 1971 | 28. Dezember 1970              | Windrose Studio, Hamburg                                                                 |
| CRM 878     | Don Sugarcane Harris                                                                    | Fiddler on the Rock                                                                      | 1971 | Februar 1971                   | MPS Tonstudio, Villingen                                                                 |
| CRM 879     | Oscar Peterson                                                                          | Tracks                                                                                   | 1971 | November 1970                  | MPS Tonstudio, Villingen                                                                 |
| CRM 881     | Dave Pike Set                                                                           | Album                                                                                    | 1971 | 16. März 1971                  | MPS Tonstudio, Villingen                                                                 |
| CRM 883     | Jiggs Whigham                                                                           | Values                                                                                   | 1971 | März 1971                      | MPS Tonstudio, Villingen                                                                 |
| CRA 884     | Orchester Christian Steinberg                                                           | Romantic Love Story                                                                      | 1971 | —                              | [ 205 ]                                                                                  |
| CRM 886     | Friedrich Gulda                                                                         | Fata Morgana                                                                             | 1971 | April 1971                     | Domicile, München                                                                        |
| 10 21688-8  | Various Artists                                                                         | Stop My Brain!                                                                           | 1973 | 1968–1972                      |                                                                                          |
| 10 22011-7  | Various Artists                                                                         | Get In Touch                                                                             | 1974 | —                              | [ 206 ]                                                                                  |
| 10 22155-5  | Various Artists                                                                         | Giant Collection                                                                         | 1974 | 1968–1973                      |                                                                                          |
| 10 22398-1  | Birnauer Kantorei & Kammerorchester                                                     | Beethoven: Messe C-Dur, Opus 86                                                          | 1975 | Mai 1974                       | Basilika Birnau                                                                          |
| 10 22443-0  | The Hagaw Association                                                                   | Happy Hagaw                                                                              | 1975 | —                              | [ 208 ]                                                                                  |
| 10 22573-9  | Various Artists                                                                         | Piano Power!                                                                             | 1974 | 1965–1973                      |                                                                                          |
| 10 22718-9  | Birnauer Kantorei & Kammerorchester, Rolf Quinque, Konrad Philipp Schuba, Klaus Reiners | Haydn: Salve Regina G-Moll/ F.X. Richter: Trompetenkonzert D-Dur                         | 1974 | September 1973                 | Klosterkirche Birnau                                                                     |
| BB 229 408  | Birnauer Kantorei & Kammerorchester                                                     | Bach: Jesu, meine Freude/Mendelssohn-Bartholdy: Psalmen                                  | 1976 | 26.–29. Mai 1974               | Basilika Birnau                                                                          |
| 15 21075-8  | Friedrich Gulda                                                                         | Vienna So Blue                                                                           | 1971 | 1969                           |                                                                                          |
| 17 22700-6  | George Duke                                                                             | I Love The Blues, She Heard My Cry                                                       | 1975 | 1974                           | Paramount Recording Studios, Hollywood                                                   |
| 20 20823-0  | Siegmund Nimsgern, Christoph Klein                                                      | Halunken-Songs                                                                           | 1971 | —                              | [ 212 ]                                                                                  |
| 20 20887-7  | Nelson Riddle                                                                           | Changing Colors                                                                          | 1971 | August 1971                    | Bavaria Tonstudio, München                                                               |
| 20 20888-5  | Nelson Riddle                                                                           | Communication                                                                            | 1972 | August 1971                    | Bavaria Tonstudio, München                                                               |
| 20 20890-7  | Tatjana Iwanow                                                                          | Tatjana Iwanow Singt Russische Folklore Und Zigeunerlieder                               | 1972 | 8. November 1971               | Bavaria Studios, München                                                                 |
| 20 20899-0  | Oksana & Jürgen                                                                         | Peace                                                                                    | 1972 | Oktober 1971                   | [ 214 ]                                                                                  |
| 20 20901-6  | Horst Jankowski Orchestra                                                               | Jacques Offenbach In Paris – Impressions                                                 | 1972 | Oktober 1971                   | [ 215 ]                                                                                  |
| 20 20903-2  | Singers Unlimited                                                                       | A Capella                                                                                | 1972 | 1971                           | MPS Tonstudio, Villingen                                                                 |
| 20 20904-0  | Singers Unlimited                                                                       | Christmas                                                                                | 1972 | 1971                           | MPS Tonstudio, Villingen                                                                 |
| 20 20906-7  | Fred Schecher Chor                                                                      | Jetzt kommen die lustigen Tage                                                           | 1972 | —                              | Studio Walldorf                                                                          |
| 20 21078-2  | Rolf Kühn Jazzgroup                                                                     | Devil In Paradise                                                                        | 1972 | 20.–21. Juni 1971              | Cornet Studio, Köln                                                                      |
| 20 21184-3  | Johannes Brahms                                                                         | Horntrio/Klarinettentrio                                                                 | 1972 | —                              | [ 218 ]                                                                                  |
| 20 21236-2  | Orchester Fritz Maldener                                                                | Speedy Buggy                                                                             | 1972 | —                              | [ 219 ]                                                                                  |
| 20 21287-4  | Streichorchester Hubert Deuringer                                                       | Time To Love                                                                             | 1972 | —                              | [ 220 ]                                                                                  |
| 20 21294-7  | Orchester Hans Rauch, Rudi Rišavy                                                       | Erinnerungen An Barnabas Von Géczy                                                       | 1972 | 6. Januar 1972                 | MPS-Studio, Villingen                                                                    |
| 20 21296-6  | Doringo's Latin Doodle Band                                                             | Party In Rio                                                                             | 1972 | —                              | [ 222 ]                                                                                  |
| 21 21541-5  | The New Dave Pike Set & Grupo Baiafro In Bahia                                          | Salomão                                                                                  | 1972 | 18.–21. Juni 1972              | Somil Studios, Rio de Janeiro                                                            |
| 21 21700-0  | Birnauer Kantorei & Kammerorchester                                                     | Mozart: Requiem                                                                          | 1973 | —                              | Basilika Birnau                                                                          |
| 20 21757-4  | Jimmy Raney                                                                             | Momentum                                                                                 | 1975 | 21. Juli 1974                  | USA                                                                                      |
| 20 21852-2  | Singers Unlimited                                                                       | Four of Us                                                                               | 1973 | Juni 1973                      | MPS Tonstudio, Villingen                                                                 |
| 20 21988-7  | Dmitri Nabokov                                                                          | Russische Lieder                                                                         | 1974 | —                              | [ 225 ]                                                                                  |
| 20 21949-6  | Bully Buhlan, Erwin Lehn Und Sein Südfunk-Tanzorchester                                 | Also Wissen Se, Nee                                                                      | 1974 | —                              | [ 226 ]                                                                                  |
| 20 22022-2  | Earl Hines & Jaki Byard                                                                 | Duet!                                                                                    | 1975 | 14. Februar 1972               |                                                                                          |
| 20 22335-3  | Singers Unlimited                                                                       | Sentimental Journey                                                                      | 1976 | September 1974                 | London/Villingen                                                                         |
| 20 22343-4  | Singers Unlimited                                                                       | A Capella II                                                                             | 1975 | September 1974                 | MPS Tonstudio, Villingen                                                                 |
| 20 22366-3  | Csaba Deseo                                                                             | Four String Tschaba                                                                      | 1975 | 8. Juli 1975                   | MPS Tonstudio, Villingen                                                                 |
| 20 22368-3  | Various Artists                                                                         | From Europe With Jazz Vol. 2                                                             | 1975 | 1970/1972/1973                 | International Jazz Festivals Pori/Nizza/Prag/ Hungarian Radio Jazz Competition, Budapest |
| 20 22369-8  | George Shearing                                                                         | My Ship                                                                                  | 1975 | 24. Juni 1974                  | Hans Georg Brunner-Schwer Studio, Villingen                                              |
| 20 22373-6  | Svend Asmussen                                                                          | Amazing Strings                                                                          | 1975 | Oktober/Dezember 1974          | Hansa Studio, Berlin/ MPS Tonstudio, Villingen                                           |
| 20 22406-6  | Klaus Weiss                                                                             | The Git Go                                                                               | 1975 | —                              | Studio 70, München                                                                       |
| 20 22451-1  | Sigi Busch                                                                              | The Age of Miracles                                                                      | 1975 | 15.–16. Dezember 1973          | Windrose Studio, Hamburg                                                                 |
| 20 22455-4  | Orchester Arno Flor                                                                     | Chopin Wonderland                                                                        | 1975 | —                              | [ 228 ]                                                                                  |
| 20 22500-3  | Baden Powell                                                                            | Apaixonado                                                                               | 1975 | 1973                           | Rio de Janeiro                                                                           |
| 20 22534-8  | Klaus Weiss                                                                             | Drum Box                                                                                 | 1975 | —                              | Studio Dierks, Stommeln                                                                  |
| 20 22545-3  | Stephane Grappelli & Diz Dizley Trio                                                    | Violinspiration                                                                          | 1975 | März 1975                      | MPS Tonstudio, Villingen                                                                 |
| 20 22569-0  | Albert Mangelsdorff, Elvin Jones, Palle Danielsson                                      | The Wide Point                                                                           | 1975 | 1.–2. Mai 1975                 | Tonstudio Walldorf, Walldorf                                                             |
| 20 22607-7  | Singers Unlimited                                                                       | Feeling Free                                                                             | 1975 | 11. April/26.–31. Mai 1975     | A&M Studios, Hollywood/ MPS Tonstudio, Villingen                                         |
| 20 22620-4  | Monty Alexander                                                                         | Love and Sunshine                                                                        | 1975 | Oktober 1974                   | Hans Georg Brunner-Schwer Studio, Villingen                                              |
| 20 22625-5  | Rolf Kühn                                                                               | Total Space                                                                              | 1975 | Januar 1975                    | Studio Cornet, Köln                                                                      |
| 20 22669-7  | Hannibal Marvin Peterson                                                                | Hannibal                                                                                 | 1975 | 1.–2. Juli 1975                | Tonstudio Bauer, Ludwigsburg                                                             |
| 20 22677-8  | Ernest Ranglin                                                                          | Ranglypso                                                                                | 1976 | 25. Oktober 1974               | MPS Tonstudio, Villingen                                                                 |
| 20 22678-6  | Yosuke Yamashita Trio                                                                   | Chiasma                                                                                  | 1976 | 6. Juni 1975                   | Heidelberger Jazztage                                                                    |
| 20 22679-4  | Dieter Reith                                                                            | Knock Out                                                                                | 1976 | Dezember 1974 bis Januar 1975  | Tonstudio Bauer, Ludwigsburg                                                             |
| 20 22680-8  | Martial Solal                                                                           | Nothing But Piano                                                                        | 1976 | 7. April 1975                  | Hans Georg Brunner-Schwer Studio, Villingen                                              |
| 20 22682-4  | Barry Harris                                                                            | Vicissitudes                                                                             | 1975 | 1972                           |                                                                                          |
| 20 22714-6  | Frank Rosolino-Conte Candoli                                                            | Conversation                                                                             | 1976 | 10. Mai 1975                   | Domicile, München                                                                        |
| 20 22786-3  | Piano Conclave                                                                          | Palais Anthology                                                                         | 1975 | 1975                           |                                                                                          |
| 20 22787-1  | Monty Alexander                                                                         | Unlimited Love                                                                           | 1976 | Oktober 1974                   | Hans Georg Brunner-Schwer Studio, Villingen                                              |
| DC 227936   | Singers Unlimited                                                                       | A Special Blend                                                                          | 1976 | 9. September / 3. Oktober 1975 | A&M Studios, Hollywood/ MPS Tonstudio, Villingen                                         |
| DC 227944   | Joachim Kühn                                                                            | Hip Elegy                                                                                | 1976 | 2.–4. November 1975            | Tonstudio Bauer, Ludwigsburg                                                             |
| 20 22827-4  | Volker Kriegel                                                                          | Tropical Harvest                                                                         | 1976 | 16.–22. Dezember 1975          | Studio Walldorf, Walldorf                                                                |
| DC 228401   | Les Brown & His Band of Renown                                                          | Today                                                                                    | 1976 | 1974                           | Sunset Sound Studio, Hollywood                                                           |
| BB 228827   | Hans van der Sys                                                                        | It’s Rag Time                                                                            | 1976 | September 1974                 | Scala Studio, München                                                                    |
| DC 228886   | Ludwig Hoelscher, Paul Angerer                                                          | Haydn, Boccherini: Cellokonzerte                                                         | 1976 | 27.–30. Januar 1974            | MPS Studio, Villingen                                                                    |
| 20 25612-6  | George Shearing                                                                         | Continental Experience                                                                   | 1976 | 1974                           | MPS Tonstudio, Villingen                                                                 |
| 20 25613-8  | George Duke                                                                             | The Aura Will Prevail                                                                    | 1975 | 1975                           | Paramount Recording Studios, Hollywood                                                   |
| 21 20870-2  | Eddie Thompson Trio                                                                     | Piano Mood                                                                               | 1976 | 1970                           |                                                                                          |
| 21 20871-0  | Eddie Thompson                                                                          | No Greater Love                                                                          | 1976 | Dezember 1970                  | MPS Tonstudio, Villingen                                                                 |
| 21 20885-0  | Joe Venuti                                                                              | The Daddy of the Violin                                                                  | 1973 | 29. März 1971                  | MPS Tonstudio, Villingen                                                                 |
| 21 20886-9  | Billy Brooks, El Babaku                                                                 | Live at the Jazz Galerie                                                                 | 1971 | 3. Mai 1971                    | Jazz Galerie, Berlin                                                                     |
| 21 20900-8  | Gunter Hampel                                                                           | Out of New York                                                                          | 1972 | 29. Juli 1971                  | Sound Ideas Studios, New York                                                            |
| 21 20905-9  | Oscar Peterson Trio & Singers Unlimited                                                 | In Tune                                                                                  | 1973 | Juli 1971                      | MPS Tonstudio, Villingen                                                                 |
| 21 20907-5  | Ira Kriss Group                                                                         | Jazzanova                                                                                | 1972 | Juli 1971                      | MPS Tonstudio, Villingen                                                                 |
| 21 20908-3  | Oscar Peterson-Milt Jackson Quartet                                                     | Reunion Blues                                                                            | 1972 | 1971                           | MPS Tonstudio, Villingen                                                                 |
| 21 20909-1  | Red Garland                                                                             | The Quota                                                                                | 1973 | Mai 1971                       | Villingen                                                                                |
| 21 20910-5  | Red Garland                                                                             | Auf Wiedersehn                                                                           | 1975 | Mai 1971                       | Villingen                                                                                |
| 21 20913-1  | Monty Alexander                                                                         | Here Comes the Sun                                                                       | 1972 | 6. Juni 1971                   | New York                                                                                 |
| 21 20915-6  | Albert Mangelsdorff, Åke Persson, Jiggs Whigham, Slide Hampton                          | Trombone Workshop                                                                        | 1972 | September 1971                 | Zürich                                                                                   |
| 21 21278-5  | Tremble Kids                                                                            | The Tremble Kids Are Back                                                                | 1972 | 9. Oktober 1971                | MPS Tonstudio, Villingen                                                                 |
| 21 21280-7  | Ray Nance                                                                               | Huffin’ ’n’ Puffin’                                                                      | 1973 | November 1971                  | MPS Tonstudio, Villingen                                                                 |
| 21 21281-5  | Oscar Peterson                                                                          | Great Connection                                                                         | 1974 | Oktober 1971                   | MPS Tonstudio, Villingen                                                                 |
| 21 21282-3  | Bosco Petrovic’s Nonconvertible All Stars                                               | Swinging East                                                                            | 1973 | 4. November 1971               | Berlin                                                                                   |
| 21 21283-1  | Don Sugarcane Harris                                                                    | Sugar Cane's Got The Blues                                                               | 1972 | 4./7. November 1971            | Berlin Jazz Festival, Philharmonie                                                       |
| 21 21284-2  | Attila Zoller & Masahiko Sato                                                           | A Path Through Haze                                                                      | 1973 | 7. November 1971               | Teldec Studio, Berlin                                                                    |
| 21 21288-2  | Jean-Luc Ponty                                                                          | Open Strings                                                                             | 1973 | Dezember 1971                  | MPS Tonstudio, Villingen                                                                 |
| 21 21289-0  | Bora Rokovic                                                                            | Ultra Native                                                                             | 1973 | November 1971                  | MPS Tonstudio, Villingen                                                                 |
| 21 21290-4  | John Taylor Trio                                                                        | Decipher                                                                                 | 1973 | 1971                           |                                                                                          |
| 21 21291-2  | Smoke                                                                                   | Everything                                                                               | 1973 | 22. September 1971             | Wally Heider Recording, San Francisco                                                    |
| 21 21293-0  | Hans Koller Free Sound                                                                  | Phoenix                                                                                  | 1973 | 25.–26. September 1972         | MPS Tonstudio, Villingen                                                                 |
| 21 21295-5  | New Jazz Trio                                                                           | Page Two                                                                                 | 1972 | 6. Februar 1972                | Rhenus Studio, Godorf                                                                    |
| 21 21296-3  | Marian McPartland                                                                       | Interplay                                                                                | 1976 | 1971/1972                      | New York                                                                                 |
| 21 21328-5  | Joachim Kühn                                                                            | Interchange                                                                              | 1972 | Dezember 1971                  | MPS Tonstudio, Villingen                                                                 |
| 21 21329-3  | Association P.C.                                                                        | Sun Rotation                                                                             | 1972 | 24.–25. November 1971          | Windrose Studio, Hamburg                                                                 |
| 21 21330-7  | Joachim Kühn                                                                            | Piano                                                                                    | 1972 | Dezember 1971                  | MPS Tonstudio, Villingen                                                                 |
| 21 21333-1  | Charly Antolini                                                                         | In the Groove                                                                            | 1972 | 1.1972                         | Union Studio, München                                                                    |
| 21 21432-2  | Wolfgang Dauner's Et Cetera Feat. Jon Hiseman, Larry Coryell                            | Knirsch                                                                                  | 1972 | März 1972                      | MPS Tonstudio, Villingen                                                                 |
| 21 21437-0  | Various Artists                                                                         | From Europe with Jazz                                                                    | 1972 | 1971                           | Festivals in Södertälje/Zürich/Ljubljana                                                 |
| 21 21542-3  | Association P.C.                                                                        | Erna Morena                                                                              | 1973 | 25. April 1972                 | SWF Jazz Session, Freiburg                                                               |
| 21 21557-1  | Various Artists                                                                         | Nova Bossa Nova (Festival Folklore e Bossa Nova Do Brasil ’72)                           | 1972 | 22.–26. Juni 1972              | Somil-Studios, Rio de Janeiro                                                            |
| 21 21604-7  | Rolf Kühn Group                                                                         | The Day After                                                                            | 1973 | Juli 1972                      | Cornet Studio, Köln                                                                      |
| 21 21653-5  | Monty Alexander                                                                         | We’ve Only Just Begun                                                                    | 1973 | 1. Dezember 1972               | Rowntowner Motor Inn, Rochester, NY                                                      |
| 21 21654-3  | Albert Mangelsdorff                                                                     | Trombirds                                                                                | 1973 | September/Dezember 1972        | Tonstudio Walldorf, Walldorf                                                             |
| 21 21656-2  | James Moody-Al Cohn                                                                     | Too Heavy For Words                                                                      | 1974 | 12. August 1971                |                                                                                          |
| 21 21657-8  | Michał Urbaniak – Tomasz Stańko – Attila Zoller – Urszula Dudziak                       | We’ll Remember Komeda                                                                    | 1973 | 22.–23. Juni 1972              | Walldorf Tonstudio, Walldorf                                                             |
| 21 21658-6  | Various Artists                                                                         | Rockin’ Bach Dimension                                                                   | 1973 | Juni 1972                      | [ 231 ]                                                                                  |
| 21 21683-7  | Sebastiao Tapajos                                                                       | Bienvenido Tapajos                                                                       | 1973 | 22.–23. Juni 1972              | Somil-Studios, Rio De Janeiro                                                            |
| 21 21704-3  | Duke Ellington & Ron Collier Orchestra                                                  | Collages                                                                                 | 1973 | April 1973                     | MPS Tonstudio, Villingen                                                                 |
| 21 21746-9  | Albert Mangelsdorff Quintett                                                            | Birds of Underground                                                                     | 1973 | September/Dezember 1972        | Walldorf-Studio, Walldorf                                                                |
| 21 21751-5  | Peter Herbolzheimer                                                                     | Waitaminute                                                                              | 1973 | Januar 1973                    | Studio Cornet, Köln                                                                      |
| 21 21753-1  | Volker Kriegel                                                                          | Lift!                                                                                    | 1973 | 5.–10. März 1973               | Biton Studio, Frankfurt/Main                                                             |
| 21 21755-8  | Art Van Damme                                                                           | Squeezing Art and Tender Flutes                                                          | 1973 | 1972                           | MPS Tonstudio, Villingen                                                                 |
| 21 21763-9  | Association P.C.                                                                        | Rock Around the Cock                                                                     | 1973 | 4.–7. März 1973                | Windrose Studio Hamburg                                                                  |
| 21 21766-3  | Tremble Kids                                                                            | Midnight Session                                                                         | 1973 | 26. April 1973                 | MPS Tonstudio, Villingen                                                                 |
| 21 21792-2  | Don Sugarcane Harris                                                                    | Cup Full Of Dreams                                                                       | 1973 | 1973                           | Hollywood                                                                                |
| 21 21840-6  | Association P.C. + Jeremy Steig                                                         | Mama Kuku                                                                                | 1974 | Juni 1973                      | Arkadenhof, Alte Universität Freiburg/Br./ Salle de Spectacles Epalinges, Lausanne       |
| 21 21863-5  | Keynotes                                                                                | Get on That Gospeltrain                                                                  | 1974 | 27. November/21. Dezember 1971 | Pacific Recording Studios/ Wally Heider Recording, San Francisco                         |
| 21 21885-6  | Miriam Klein                                                                            | Lady Like                                                                                | 1973 | 6.1973                         | Trixi Studio, München                                                                    |
| 21 21912-7  | Don Sugarcane Harris                                                                    | I’m On Your Case                                                                         | 1974 | 1973                           | Hollywood                                                                                |
| 21 21913-5  | Various Artists                                                                         | Heidelberger Jazztage ’73                                                                | 1974 | Juni 1973                      | Heidelberger Jazztage                                                                    |
| 21 21916-2  | Enrico Rava                                                                             | Katcharpari Rava                                                                         | 1974 | 10. Januar 1973                | Mailand                                                                                  |
| 21 21961-5  | Don Ellis                                                                               | Haiku                                                                                    | 1974 | 1973                           | Hollywood                                                                                |
| 21 21948-8  | Peter Herbolzheimer                                                                     | Wide Open                                                                                | 1973 | August 1973                    | Soundpush Studios, Blaricum                                                              |
| 21 21959-3  | Rolf Kühn Group                                                                         | Connection ’74                                                                           | 1974 | Oktober 1973                   | Cornet Studio, Köln                                                                      |
| 21 21960-7  | George Shearing                                                                         | Light, Airy And Swinging                                                                 | 1974 | 1973                           | San Francisco                                                                            |
| 21 21962-3  | Fritz Pauer                                                                             | Power by Pauer                                                                           | 1974 | Januar 1972                    | Domicile, München                                                                        |
| 21 21963-1  | Orchester Erwin Lehn                                                                    | Color In Jazz                                                                            | 1974 | Mai 1973                       | Tonstudio Bauer, Ludwigsburg                                                             |
| 21 22016-8  | Singers Unlimited with Art Van Damme                                                    | Invitation                                                                               | 1974 | Juni 1973                      | MPS Tonstudio, Villingen                                                                 |
| 21 22018-4  | George Duke                                                                             | Faces In Reflection                                                                      | 1974 | 1973                           |                                                                                          |
| 21 22019-2  | Hans Koller-Wolfgang Dauner                                                             | Kunstkopfindianer                                                                        | 1974 | 21.–23. Januar 1974            | Tonstudio Bauer, Ludwigsburg                                                             |
| 21 22020-6  | Volker Kriegel                                                                          | Mild Maniac                                                                              | 1974 | 18.–23. Februar 1974           | Walldorf Studio, Walldorf                                                                |
| 21 22021-4  | Monty Alexander                                                                         | Perception                                                                               | 1974 | 13. Juni 1973                  |                                                                                          |
| 21 22094-3  | Bill Evans/Claus Ogerman’ Orchestra                                                     | Symbiosis                                                                                | 1974 | 11./12./14. Februar 1974       | Columbia Recording Studios, New York                                                     |
| 21 22097-4  | Turk Murphy's Frisco Jazz Band                                                          | Live!                                                                                    | 1974 | Juni 1973                      | Heidelberger Jazz Festival                                                               |
| 21 22098-2  | Fatty George, Oscar Klein                                                               | Chicagoan All Stars                                                                      | 1974 | November 1973                  | Sinus-Studio, Bern                                                                       |
| 21 22099-0  | Jasper van’t Hof’s Pork Pie Featuring Charlie Mariano                                   | Transitory                                                                               | 1974 | 17.–18. Mai 1974               | Conny's Studio, Neukirchen                                                               |
| 21 22131-8  | Rotraut Hansmann                                                                        | Mozart: Seltene Opernarien                                                               | 1974 | —                              | [ 232 ]                                                                                  |
| 21 22134-2  | Ludwig Hoelscher                                                                        | Solistenportrait                                                                         | 1975 | April 1974                     | MPS-Studio, Villingen                                                                    |
| 21 22187-3  | Monty Alexander, Ernest Ranglin                                                         | Rass!                                                                                    | 1974 | 1974                           | Dynamic Sound Studio, Kingston, Jamaica                                                  |
| 21 22188-1  | George Gruntz                                                                           | Monster Sticksland Meeting Two. Monster Jazz                                             | 1974 | 31. März 1974                  | Basler Stadttheater                                                                      |
| 21 22270-5  | Joachim Kühn                                                                            | Cinemascope                                                                              | 1974 | Mai 1974                       | Conny’s Studio, Wolperath                                                                |
| 21 22284-5  | Peter Herbolzheimer                                                                     | Scenes                                                                                   | 1974 | Mai 1974                       | Ronnie Scott’s Club, London                                                              |
| 21 22309-4  | George Shearing                                                                         | The Way We Are                                                                           | 1975 | 1974                           | MPS Tonstudio, Villingen                                                                 |
| 21 22310-8  | Don Sugarcane Harris                                                                    | Keyzop                                                                                   | 1975 | September 1974                 | MPS Tonstudio, Villingen                                                                 |
| 21 22312-4  | George Duke                                                                             | George Duke & Feel                                                                       | 1975 | 1974                           | Hollywood                                                                                |
| 21 22367-1  | Tremble Kids                                                                            | Hats Off to Eddie Condon                                                                 | 1975 | 1974                           |                                                                                          |
| 21 22397-3  | Ludwig Hoelscher, Kurt Rapf                                                             | Grieg, Rheinsberger: Sonaten Für Violoncello Und Klavier                                 | 1975 | April 1974                     | MPS-Studio, Villingen                                                                    |
| DC 226298   | Albert Mangelsdorff, Pierre Favre, Joachim Kühn, Gunter Hampel                          | Solo Now                                                                                 | 1975 | 9.–10. Februar 1976            | MPS Tonstudio, Villingen                                                                 |
| 21 22676-3  | Clark Terry                                                                             | Wham / Live at the Jazzhouse                                                             | 1976 | 1975                           | Jazz House, Hamburg                                                                      |
| DC 227883   | Tremble Kids                                                                            | The Other Way Around                                                                     | 1976 | 16.–17. September 1975         | MPS Tonstudio, Villingen                                                                 |
| 21 22789-8  | Don Sugarcane Harris                                                                    | Flashin’ Time                                                                            | 1976 | 25.–27. September 1973         | MPS Tonstudio, Villingen                                                                 |
| DC 227913   | John Handy, Ali Akbar Khan                                                              | Karuna Supreme                                                                           | 1976 | 1. November 1975               | Tonstudio Bauer, Ludwigsburg                                                             |
| DC 227952   | Hans Koller – Wolfgang Dauner                                                           | Free Sound & Super Brass                                                                 | 1976 | 4. Oktober 1975                | Audimax Techn. Universität, Wien                                                         |
| CC 228355   | George Duke                                                                             | Liberated Fantasies                                                                      | 1976 | 1976                           | Paramount Recording Studios, Hollywood                                                   |
| DC 228606   | Martial Solal                                                                           | Movability                                                                               | 1976 | 26. April 1976                 | MPS Tonstudio, Villingen                                                                 |
| DC 228754   | Jasper van’t Hof’s Pork Pie                                                             | The Door Is Open                                                                         | 1976 | 29. Juli bis 2. August 1975    | Morgan Studios, Brüssel                                                                  |
| DC 229106   | Francy Boland Orchestra                                                                 | 1. Blue Flame                                                                            | 1976 | Januar 1976                    | Cornet Studio, Köln                                                                      |
| DC 229416   | Charlie Mariano                                                                         | Helen 12 Trees                                                                           | 1976 | 6.–8. Mai 1976                 | Union Studios, München                                                                   |
| DC 229815   | The Band                                                                                | Live At The Schauspielhaus                                                               | 1976 | 14. März 1976                  | Schauspielhaus Zürich                                                                    |
| 21 25123-3  | Don Ellis                                                                               | Soaring                                                                                  | 1973 | Februar 1973                   | Wally Heider’s Recording Studio, Los Angeles                                             |
| 21 29057-3  | Baden Powell                                                                            | Images on Guitar                                                                         | 1972 | 25.–26. Oktober 1971           | MPS Tonstudio, Villingen                                                                 |
| 21 29098-0  | Erroll Garner                                                                           | Gemini                                                                                   | 1972 | 2. Dezember 1971               | New York                                                                                 |
| 21 29177-4  | Chris Hinze Combination                                                                 | Mission Suite                                                                            | 1973 | 1973                           | Cornet Studio, Köln                                                                      |
| 21 29194-4  | Baden Powell                                                                            | Estudos                                                                                  | 1974 | 1971                           | Hawaii                                                                                   |
| 21 29195-2  | Erroll Garner                                                                           | Magician                                                                                 | 1974 | 1973                           |                                                                                          |
| 22 22687-5  | Orchester Willi Stech                                                                   | Berlin 1940                                                                              | 1975 | —                              | [ 236 ]                                                                                  |
| 22 22722-7  | Milt Buckner                                                                            | Chord Punch                                                                              | 1976 | 1966/1968–1970                 | Villingen                                                                                |
| 22 22726-3  | Kenny Clarke-Francy Boland Big Band                                                     | Smiles                                                                                   | 1976 | 1968–1969                      | Lindstöm-Studios, Köln                                                                   |
| 22 22727-8  | Count Basie                                                                             | Basie’s Timing                                                                           | 1976 | Oktober 1969/Februar 1970      | Chicago/New York                                                                         |
| 22 22729-4  | Eugen Cicero                                                                            | Highlights                                                                               | 1976 | 1965–1966                      | Villingen                                                                                |
| 22 29728-4  | The Kenny Clarke-Francy Boland Big Band                                                 | Live At Ronnie Scotts                                                                    | 1976 | 28. Februar 1969               | Ronnie Scott's Club, London                                                              |
| 25 20891-5  | Franchomme, Romberg, Dotzauer, Lindley, Servais                                         | Virtuose Gesellschaftsmusik der Frühromantik für Violoncello und Streicher               | 1971 | —                              | [ 237 ]                                                                                  |
| 25 20892-3  | Consortium Classicum                                                                    | Kreutzer – Witt: Septette                                                                | 1971 | —                              | [ 238 ]                                                                                  |
| 25 20902-4  | Danzi Quintett                                                                          | Stücke für eine Flötenuhr                                                                | 1971 | —                              | [ 239 ]                                                                                  |
| 25 21335-8  | Birnauer Kantorei & Kammerorchester                                                     | Vivaldi: Gloria D-dur / Marcello: Konzert d-moll                                         | 1972 | —                              | Basilika Birnau                                                                          |
| 25 21336-4  | Junge Kantorei Darmstadt                                                                | Bruckner: Mass In E-Minor – Sacred Choruses                                              | 1972 | —                              | [ 241 ]                                                                                  |
| 25 21778-7  | Don Smithers, Concerto Amsterdam                                                        | Richter, Graupner, Querfurth, M. Haydn: Virtuose Trompetenkonzerte aus Barock und Rokoko | 1973 | —                              | [ 242 ]                                                                                  |
| 25 21808-2  | Felix Mendelssohn Bartholdy                                                             | Kammermusik                                                                              | 1973 | —                              | [ 243 ]                                                                                  |
| 25 21809-0  | Janáček, Krejči, Foerster                                                               | Tschechische Bläsermusik                                                                 | 1973 | Juni 1971/Januar 1972          | Doopsgezinde Kerk, Amsterdam                                                             |
| 25 21810-4  | Ludwig Hoelscher, Jörg Demus                                                            | Brahms: Cello-Sonaten                                                                    | 1973 | Mai 1972                       | MPS Studio, Villingen                                                                    |
| 25 21889-9  | Hermann Baumann                                                                         | Virtuose Romantische Hornkonzerte                                                        | 1973 | —                              | [ 246 ]                                                                                  |
| 25 22135-0  | Ludwig Hoelscher, Kurt Rapf                                                             | Pfitzner, Strauss: Sonaten Für Violoncello Und Klavier                                   | 1974 | —                              | MPS Studio, Villingen                                                                    |
| 25 22828-2  | Ludwig Hoelscher, Kurt Rapf                                                             | Violoncello & Orgel                                                                      | 1976 | —                              | [ 248 ]                                                                                  |
| 25 22133-4  | Georg Meerwein, Karl Bergemann                                                          | Musik für Oboe, Englischhorn und Klavier                                                 | 1974 | —                              | [ 249 ]                                                                                  |
| 29 20912-1  | George Duke                                                                             | The Inner Source                                                                         | 1973 | Apr./Dez. 1971                 | Wally Heider Studios, San Francisco                                                      |
| 29 21356-0  | Erich Kleinschuster Sextett                                                             | Erich Kleinschuster Sextett                                                              | 1972 | 9. Januar – 18. Oktober 1971   | Jeunesses Musicales, Amerika Haus, Wien                                                  |
| 29 21655-1  | Various Artists                                                                         | Heidelberger Jazztage '72                                                                | 1973 | 1.–4. Juni 1972                | Heidelberg                                                                               |
| 29 21752-3  | Joachim Kühn                                                                            | This Way Out                                                                             | 1973 | Januar 1973                    | MPS Tonstudio, Villingen                                                                 |
| 29 21754-2  | Wolfgang Dauner                                                                         | Et Cetera Live                                                                           | 1973 | Mai 1973                       | Tonstudio Bauer, Ludwigsburg/Dauner Studio                                               |
| 29 21777-0  | Friedrich Gulda                                                                         | Festkonzert                                                                              | 1973 | 29. November 1972              | Düsseldorf                                                                               |
| 29 21793-0  | Big Band Baden-Baden                                                                    | Glenn Miller 2000                                                                        | 1973 | Februar 1973                   | MPS Tonstudio, Villingen                                                                 |
| 29 22311-6  | Slide Hampton-Joe Haider                                                                | Give Me A Double                                                                         | 1975 | 16.–18. Januar 1975            | Domicile, München                                                                        |
| 29 22499-6  | Oscar Peterson                                                                          | Piano Giant                                                                              | 1975 | 1961–?                         | Villingen                                                                                |
| 29 22520-8  | Various Artists                                                                         | Jazz Meets World                                                                         | 1975 | —                              |                                                                                          |
| 33 20880-1  | Horst Jankowski                                                                         | Jankowskeyboard                                                                          | 1972 | 3.–4. März 1971                | Hans Georg Brunner-Schwer Studio, Villingen                                              |
| 33 21277-7  | Various Artists                                                                         | Zürich Jazz Festival                                                                     | 1972 | September 1971                 | Zürich Jazz Festival                                                                     |
| 33 21279-3  | German All Stars                                                                        | Live at the Domicile                                                                     | 1972 | 11. Juli 1971                  | Domicile, München                                                                        |
| 33 21285-8  | Don Sugarcane Harris, Jean-Luc Ponty, Nipso Brantner, Michal Urbaniak                   | New Violin Summit                                                                        | 1972 | 7. November 1971               | Berlin Jazz Festival, Philharmonie                                                       |
| 33 21331-5  | The MPS Rhythm Combination & Brass                                                      | My Kind of Sunshine                                                                      | 1973 | Dezember 1970/Dezember 1971    | Domicile, München                                                                        |
| 33 21431-1  | Volker Kriegel                                                                          | Inside: Missing Link                                                                     | 1972 | 20.–23. März 1972              | Tonstudio Walldorf, Walldorf                                                             |
| 33 21460-5  | The Band                                                                                | The Alpine Power Plant                                                                   | 1972 | 5.–6. April 1972               | Ambrosetti Mansion, Gentilino, Lugano/ Lugano-Casino-Kursaal                             |
| 33 21684-5  | Eugen Cicero                                                                            | Swinging Classics                                                                        | 1973 | 1966/67                        | Saba Tonstudio, Villingen                                                                |
| 39 21811-2  | Franz Schubert                                                                          | Kammermusik                                                                              | 1973 | —                              | [ 252 ]                                                                                  |
| 39 21812-0  | Max Reger, Kurt Rapf                                                                    | Das Orgelwerk auf großen Orgeln Europas 1.                                               | 1973 | —                              | Neuer Dom zu Linz/Dom zu Lübeck                                                          |
| 39 21886-0  | Anton Reicha                                                                            | Kammermusik für Bläser                                                                   | 1974 | —                              | [ 254 ]                                                                                  |
| 39 21890-2  | Max Reger, Kurt Rapf                                                                    | Das Orgelwerk auf großen Orgeln Europas 2.                                               | 1974 | —                              | Münster zu Freiburg i. Br./Ref. Kirche in Richterswil/Schweiz                            |
| 39 22132-6  | Consortium Classicum, Danzi Quintett                                                    | Louis Spohr                                                                              | 1974 | —                              | [ 256 ]                                                                                  |
| 39 22538-0  | Max Reger, Kurt Rapf                                                                    | Das Orgelwerk Auf Grossen Orgeln Europas 3.                                              | 1975 | —                              | Stift St. Florian bei Linz/Frauenkirche, München                                         |
| 39 29241-1  | Ferdinand Ries                                                                          | Violinsonaten/Grand Septuor/Harfensextett                                                | 1975 | —                              | [ 258 ]                                                                                  |
| HA 228 878  | Max Reger, Kurt Rapf                                                                    | Das Orgelwerk 4.                                                                         | 1976 | 5.–6. Mai/20.–21. Oktober 1975 | Großmünster Zürich/Riverside Church, New York                                            |
| 49 21552-0  | Friedrich Gulda                                                                         | Johann Sebastian Bach: Das Wohltemperierte Klavier / 1. Teil                             | 1972 | April 1972                     | MPS Tonstudio, Villingen                                                                 |
| 49 21699-3  | Various Artists                                                                         | USA Jazz Live: Colorado Jazz Party                                                       | 1972 | 1971                           | Dick Gibson’s, Denver                                                                    |
| 49 21984-4  | Ludwig Hoelscher, Jörg Demus                                                            | Beethoven: Das Gesamtwerk Für Violoncello Und Klavier                                    | 1974 | —                              | MPS Studio, Villingen                                                                    |
| 68 21862-7  | Friedrich Gulda                                                                         | Johann Sebastian Bach: Das Wohltemperierte Klavier / 2. Teil                             | 1973 | April 1972                     | MPS Tonstudio, Villingen                                                                 |
| 78 21985-2  | Capella Antiqua, Choral Schola                                                          | Gregorianische Gesänge                                                                   | 1974 | 1972/1973                      | Pfarrhof Reuth, Aicha vorm Wald                                                          |
| 98 21701-9  | Friedrich Gulda                                                                         | Musician of Our Time: Midlife Harvest                                                    | 1973 | 1965–1972                      |                                                                                          |

## Teil 4: MPS Records im Metronome-Vertrieb 1977–1982
Ab 1977 wurde MPS Records von dem deutschen Ableger der schwedischen Firma Metronome vertrieben.
Metronome arbeitete mit einem 7-stelligen Bestellnummernsystem (00XX.XXX, später 0XXX.XXX). (Bei einigen frühen MPS-Veröffentlichungen können die ersten beiden Ziffern fehlen.) Die Herstellung und Pressung der Schallplatten erfolgte in Hannover im Presswerk der Phonodisc GmbH (ab Februar 1978 PRS Hannover).
| Katalog-Nr. | Interpret                                                                                              | Titel                                                                 | Jahr | Aufnahme                                   | Ort/Studio                                                                                     |
| ----------- | --- | --------------------------------------------------------------------- | ---- | ------------------------------------------ | ---------------------------------------------------------------------------------------------- |
| 0048.011    | Birnauer Kantorei & Kammerorchester                                                                    | Haydn: Theresienmesse                                                 | 1979 | 16.–19. August 1978                        | Basilika Birnau                                                                                |
| 0060.229    | Mouzon’s Electric Band                                                                                 | „Baby Come Back“                                                      | 1979 | 1979                                       | Tonstudio Zuckerfabrik, Stuttgart                                                              |
| 68.126      | Erroll Garner                                                                                          | Plays Gershwin & Kern                                                 | 1977 | 1964                                       |                                                                                                |
| 68.129      | Albert Mangelsdorff                                                                                    | Tromboneliness                                                        | 1977 | Januar/März 1976                           | Biton-Studio, Frankfurt/M.                                                                     |
| 68.130      | Alphonse Mouzon                                                                                        | Virtue                                                                | 1977 | November 1976                              | Tonstudio Zuckerfabrik, Stuttgart                                                              |
| 68.147      | Volker Kriegel & Mild Maniac Orchestra                                                                 | Octember Variations                                                   | 1977 | 28. Oktober bis 3. November 1976           | Tonstudio Zuckerfabrik, Stuttgart                                                              |
| 68.148      | Clare Fischer                                                                                          | Clare Declares                                                        | 1977 | Oktober 1975                               | Haus von Hans Georg Brunner-Schwer in Meersburg, Bodensee                                      |
| 68.149      | Max Reger, Franz Grothe                                                                                | Suite                                                                 | 1977 | 1973/75                                    | Freiburg/München                                                                               |
| 68.150      | Singers Unlimited                                                                                      | Friends                                                               | 1977 | 22.–23. September / 25.–29. Oktober 1976   | A&M Studios, Hollywood / MPS-Tonstudio, Villingen                                              |
| 68.152      | Hannibal Marvin Peterson                                                                               | Hannibal in Berlin                                                    | 1977 | 3. November 1976                           | Berlin Jazz Festival, Philharmonie                                                             |
| 0068.160    | Supersax                                                                                               | Chasin’ the Bird                                                      | 1977 | 1977                                       | Paramount Recording Studios/ Sound & Stage, Hollywood                                          |
| 0068.161    | Various Artists                                                                                        | The Historic Donaueschingen Jazz Concert 1957                         | 1977 | 20. Oktober 1957                           | Stadthalle, Donaueschingen                                                                     |
| 0068.162    | George Shearing Trio & Stephane Grappelli                                                              | The Reunion                                                           | 1977 | 11. April 1976                             | MPS-Tonstudio, Villingen                                                                       |
| 0068.163    | Zbigniew Seifert                                                                                       | Man of the Light                                                      | 1977 | 27.–30. September 1976                     | Tonstudio Zuckerfabrik, Stuttgart                                                              |
| 0068.164    | Jasper van’t Hof                                                                                       | The Selfkicker                                                        | 1977 | 4.–8. Oktober 1976                         | Tonstudio Zuckerfabrik, Stuttgart                                                              |
| 0068.165    | Michal Urbaniak’s Fusion                                                                               | Smiles Ahead                                                          | 1977 | November 1976 / Januar 1977                | Tonstudio Zuckerfabrik, Stuttgart / Dick Charles Studio, New York                              |
| 0068.168    | Willem Breuker Kollektief                                                                              | The European Scene                                                    | 1977 | 19. Oktober 1975                           | Donaueschingen Festival                                                                        |
| 0068.169    | Mumps                                                                                                  | A Matter of Taste                                                     | 1977 | 13.–19. März 1977                          | Tonstudio Zuckerfabrik, Stuttgart                                                              |
| 0068.170    | Monty Alexander                                                                                        | Montreux Alexander Live!                                              | 1977 | 10. Juni 1976                              | Montreux Festival                                                                              |
| 0068.171    | Hans Koller Freesound                                                                                  | For Marcel Duchamp                                                    | 1977 | 3. März 1976                               | Tonstudio Zuckerfabrik, Stuttgart                                                              |
| 0068.172    | Various Artists                                                                                        | Chicago Jazz Giants Live!                                             | 1977 | 10.–11. Mai 1976                           | Theater am Ring, Villingen                                                                     |
| 0068.173    | Frank Rosolino – Conte Candoli                                                                         | Just Friends                                                          | 1977 | Mai 1975                                   | Domicile, München                                                                              |
| 0068.174    | Francy Boland Orchestra                                                                                | 2. Red Hot                                                            | 1977 | Januar 1976                                | Cornet-Studio, Köln                                                                            |
| 0068.175    | Albert Mangelsdorff                                                                                    | Trilogue – Live!                                                      | 1977 | 6. November 1976                           | Berliner Jazztage, Philharmonie                                                                |
| 0068.176    | Gene Bertoncini with Michael Moore                                                                     | Bridges                                                               | 1977 |                                            |                                                                                                |
| 0068.177    | George Shearing                                                                                        | The Many Facets of George Shearing                                    | 1978 | April 1976                                 | Hans Georg Brunner-Schwer Studio, Villingen                                                    |
| 0068.178    | Clare Fischer                                                                                          | Alone Together                                                        | 1978 | Oktober 1974                               | Hans Georg Brunner-Schwer Studio, Villingen                                                    |
| 0068.179    | Singers Unlimited                                                                                      | Just in Time                                                          | 1978 | 4. April / 7. April / Mai 1977             | A&M Studios, Hollywood / MPS-Tonstudio, Villingen                                              |
| 0068.180    | Volker Kriegel & Mild Maniac Orchestra                                                                 | Elastic Menu                                                          | 1978 | Dezember 1977                              | Tonstudio Zuckerfabrik, Stuttgart                                                              |
| 0068.181    | Jasper van’t Hof                                                                                       | However                                                               | 1978 | 10.–13. Juli 1977                          | Easy Sound Studio, Kopenhagen                                                                  |
| 0068.182    | Michal Urbaniak’s Fusion                                                                               | Heritage                                                              | 1978 | Juli/August 1977                           | Tonstudio Zuckerfabrik, Stuttgart                                                              |
| 0068.183    | George Duke                                                                                            | The Dream                                                             | 1978 | 1976                                       | Paramount Recording Studios, Hollywood                                                         |
| 0068.184    | Fatty George Chicago Jazz Band                                                                         | Fatty ’78                                                             | 1978 | November 1977                              | MPS-Tonstudio, Villingen                                                                       |
| 0068.186    | Lionel Hampton with Milt Buckner                                                                       | Alive and Jumping                                                     | 1978 | Juli 1977                                  | Villingen                                                                                      |
| 0068.187    | Rimona Francis                                                                                         | Rimona Francis                                                        | 1978 | 24.–27. Oktober 1977                       | Donaueschingen Music Festival                                                                  |
| 0068.188    | Monty Alexander feat. Ernest Ranglin                                                                   | Cobilimbo                                                             | 1978 | 8.–9. September 1977                       | MPS-Tonstudio, Villingen                                                                       |
| 0068.189    | Francy Boland Orchestra                                                                                | 2. Red Hot                                                            | 1978 | Januar 1976                                | Cornet-Studio, Köln                                                                            |
| 0068.190    | Trumpetmachine                                                                                         | For Flying Out Proud                                                  | 1978 | 27.–29. Juni 1977                          |                                                                                                |
| 0068.191    | Ryo Kawasaki Group                                                                                     | Nature’s Revenge                                                      | 1978 | Februar/März 1978                          | Tonstudio Zuckerfabrik, Stuttgart                                                              |
| 0068.192    | Alphonse Mouzon                                                                                        | In Search of a Dream                                                  | 1978 | 20.–24. November 1977                      | Tonstudio Zuckerfabrik, Stuttgart                                                              |
| 0068.193    | Franz Grothe                                                                                           | Jubiläums-Edition                                                     | 1978 | —                                          | [ 268 ]                                                                                        |
| 0068.194    | Clark Terry                                                                                            | Clark after Dark                                                      | 1978 | 9.–12. September 1977                      | Olympic Studios, London                                                                        |
| 0068.195    | Hank Jones Trio                                                                                        | Have You Met This Jones?                                              | 1978 | 1.–2. August 1977                          | MPS-Tonstudio, Villingen                                                                       |
| 0068.196    | Singers Unlimited                                                                                      | Eventide                                                              | 1978 | Mai 1976                                   | MPS-Tonstudio, Villingen                                                                       |
| 0068.198    | Joanne Grauer                                                                                          | Introducing Lorraine Feather                                          | 1978 | 12.–13. Dezember 1977                      | Capitol Studios, Hollywood                                                                     |
| 0068.199    | Patrick Williams                                                                                       | Come On and Shine                                                     | 1978 | 1977                                       | A&R Studios, New York / United Western Studios, Los Angeles                                    |
| 0068.200    | George Shearing Trio                                                                                   | Windows                                                               | 1978 | Juni 1977                                  | MPS-Tonstudio, Villingen                                                                       |
| 0068.201    | Martial Solal                                                                                          | Suite for Trio                                                        | 1978 | 27.–28. Februar 1978                       | Villingen                                                                                      |
| 0068.202    | Stu Goldberg                                                                                           | Solos–Duos–Trios                                                      | 1978 | März 1978                                  | Tonstudio Zuckerfabrik, Stuttgart                                                              |
| 0068.203    | Elvin Jones Jazz Machine                                                                               | Remembrance                                                           | 1978 | 3.–5. Februar 1978                         | Tonstudio Zuckerfabrik, Stuttgart                                                              |
| 0068.206    | Volker Kriegel                                                                                         | House Boat                                                            | 1978 | August 1978                                | Tonstudio Zuckerfabrik, Stuttgart                                                              |
| 0068.207    | Jasper van’t Hof                                                                                       | Flowers Allover                                                       | 1978 | 5.–6. Dezember 1977                        | MPS-Tonstudio, Villingen                                                                       |
| 0068.208    | Karl Berger, David Friedman, Tom van der Geld, Wolfgang Lackerschmid                                   | Vibes Summit                                                          | 1979 | 4.–6. Juni 1978                            | Manufaktur, Schorndorf                                                                         |
| 0068.209    | Clare Fischer                                                                                          | Salsa Picante                                                         | 1979 | 30. Januar 1978                            | Capitol Records Recording Studios, Hollywood                                                   |
| 0068.210    | Supersax                                                                                               | Dynamite                                                              | 1979 | 24.–28. April 1978                         | MPS-Tonstudio, Villingen                                                                       |
| 0068.211    | JoAnne Brackeen                                                                                        | Mythical Magic                                                        | 1979 | 25.–26. September 1978                     | MPS-Tonstudio, Villingen                                                                       |
| 0068.212    | Albert Mangelsdorff                                                                                    | A Jazz Tune I Hope                                                    | 1979 | 25.–29. August 1978                        | Tonstudio Zuckerfabrik, Stuttgart                                                              |
| 0068.215    | George Gruntz Concert Jazz Band                                                                        | GG-CJB                                                                | 1979 | 22.–23. September 1978                     | MPS-Tonstudio, Villingen                                                                       |
| 0068.216    | Rolf Kühn Orchestra                                                                                    | Symphonic Swampfire                                                   | 1978 | 1978                                       | Rüssl-Studio, Hamburg                                                                          |
| 0068.217    | The Hi-Lo’s                                                                                            | Back Again                                                            | 1979 | Juni/September 1978                        | Stage Sound, Toronto / MPS-Tonstudio, Villingen                                                |
| 0068.218    | Fritz Pauer Trio                                                                                       | Blues Inside Out                                                      | 1979 | 6. März 1978                               | MPS-Tonstudio, Villingen                                                                       |
| 0068.219    | The George Shearing Trio                                                                               | 500 Miles High                                                        | 1979 | Juni 1977                                  | MPS-Tonstudio, Villingen                                                                       |
| 0068.220    | Cecil Taylor                                                                                           | Live in the Black Forest                                              | 1979 | 3. Juni 1978                               | SWF-Radio Jazz Concert, Kirchzarten                                                            |
| 0068.221    | Martial Solal                                                                                          | The Solosolal                                                         | 1979 | 28. Februar 1978                           | Villingen                                                                                      |
| 0068.222    | Edgar Wilson                                                                                           | Goin’ Straight                                                        | 1979 | 1978                                       | Villingen                                                                                      |
| 0068.223    | The Monty Alexander Trio                                                                               | The Way It Is                                                         | 1979 | 1976                                       | [ 269 ]                                                                                        |
| 0068.230    | Stephane Grappelli                                                                                     | Young Django                                                          | 1979 | 19.–21. Juni 1976                          | Tonstudio Zuckerfabrik, Stuttgart                                                              |
| 0068.234    | Billy Harper Quintet                                                                                   | Trying To Make Heaven My Home                                         | 1979 | 3.–4. März 1979                            | Tonstudio Zuckerfabrik, Stuttgart                                                              |
| 0068.235    | Hans Koller Big Band                                                                                   | New York City                                                         | 1979 | 18. Januar 1968                            | Villingen                                                                                      |
| 0068.236    | Jasper van’t Hof-George Gruntz                                                                         | Fairy Tale                                                            | 1979 | 10.–12. Juli / 28.–30. August 1978         | Air Studios, London / Soundpush Studios, Blaricum                                              |
| 0068.237    | Didier Lockwood                                                                                        | New World                                                             | 1979 | 20.–22. September 1979                     | Tonstudio Zuckerfabrik, Stuttgart                                                              |
| 0068.238    | Singers Unlimited                                                                                      | with Rob McConnell and The Boss Brass                                 | 1979 | Juni/August 1977                           | Soundstage, Toronto / MPS-Tonstudio, Villingen                                                 |
| 0068.239    | Art Van Damme                                                                                          | Art Van Damme with Strings                                            | 1979 | 12.–13. Juni 1973 / 6. März 1979           | MPS-Tonstudio, Villingen                                                                       |
| 0068.240    | Hannes Beckmann, Nipso Brantner, Schmitto Kling, Zipflo Reinhardt                                      | The Gypsy Jazz Violin Summit                                          | 1979 | 1.–3. Mai 1979                             | MPS-Tonstudio, Villingen                                                                       |
| 0068.241    | Martial Solal – Lee Konitz                                                                             | Four Keys                                                             | 1979 | Mai 1979                                   | MPS-Tonstudio, Villingen                                                                       |
| 0068.242    | Frederic Rabold Crew                                                                                   | Funky Tango                                                           | 1979 | 2.–3./16.–17. Februar 1979                 | Tonstudio Zuckerfabrik, Stuttgart                                                              |
| 0068.243    | Volker Kriegel & Mild Maniac Orchestra                                                                 | Long Distance                                                         | 1979 | Mai 1979                                   | Tonstudio Zuckerfabrik, Stuttgart                                                              |
| 0068.244    | Ludwig Hoelscher                                                                                       | Bach/Reger: Solosuiten für Violoncello                                | 1979 | —                                          | [ 270 ]                                                                                        |
| 0068.245    | Singers Unlimited                                                                                      | A Capella III                                                         | 1980 | Juni 1979                                  | MPS-Tonstudio, Villingen                                                                       |
| 0068.246    | Clare Fischer                                                                                          | And Ex-42                                                             | 1980 | Juni 1979                                  | TT&G Studios, Hollywood                                                                        |
| 0068.247    | Jasper van’t Hof                                                                                       | Live in Montreux                                                      | 1980 | 9. Juli 1979                               | Mountain Recording Studio, Montreux                                                            |
| 0068.248    | Gordon Beck                                                                                            | Seven Steps to Evans                                                  | 1980 | 21.–23. Juli 1979                          | Lansdowne Studios, London                                                                      |
| 0068.249    | Rob McConnell & The Boss Brass                                                                         | Present Perfect                                                       | 1980 | 29.–31. Oktober 1979                       | Sound Stage Studio, Toronto                                                                    |
| 0068.250    | Karl Berger Woodstock Workshop Orchestra                                                               | Live at the Donaueschingen Festival                                   | 1980 | Oktober 1979                               | Donaueschingen Contemporary Music Festival                                                     |
| 0068.251    | John Carter, Bernd Konrad, Perry Robinson, Gianluigi Trovesi, Theo Jörgensmann, Ernst-Ludwig Petrowsky | Clarinet Summit Live: You Better Fly Away                             | 1980 | 26.–30. November 1979                      | New Jazz Meeting Baden-Baden / Südwestfunk-Studio, Baden-Baden / Kurfürstliches Schloss, Mainz |
| 0068.252    | Werner Baumgart’s Big Band Baden-Baden                                                                 | Jazz Rock & Sweet                                                     | 1980 | 19.–20. Mai 1979                           | MPS-Tonstudio, Villingen                                                                       |
| 0068.253    | George Shearing Trio                                                                                   | Getting in the Swing of Things                                        | 1980 | 19.–21. September 1979                     | MPS-Tonstudio, Villingen                                                                       |
| 0068.254    | Clare Fischer                                                                                          | Machaca                                                               | 1980 | Mai 1979                                   | Capitol Records Recording Studios, Hollywood                                                   |
| 0068.255    | Joe Henderson                                                                                          | Mirror Mirror                                                         | 1980 | Januar 1980                                | Studio-Masters, Los Angeles                                                                    |
| 0068.256    | Charly Antolini                                                                                        | Special Delivery                                                      | 1980 | 1979                                       | Tonstudio Zuckerfabrik, Stuttgart                                                              |
| 0068.257    | Mauricio Einhorn                                                                                       | Me                                                                    | 1980 | Juni 1979                                  | Rio de Janeiro                                                                                 |
| 0068.258    | Bob Malach                                                                                             | Some People                                                           | 1980 | 26.–31. März 1980                          | Tonstudio Zuckerfabrik, Stuttgart                                                              |
| 0068.259    | Rolf Kühn                                                                                              | Cucu Ear                                                              | 1980 | April/Mai 1980                             | Rüssl-Studio, Hamburg                                                                          |
| 0068.260    | Didier Lockwood Group                                                                                  | Live in Montreux                                                      | 1981 | 16. Juli 1980                              | Montreux Jazz Festival, Casino                                                                 |
| 0068.261    | Albert Mangelsdorff                                                                                    | Albert Live in Montreux                                               | 1981 | 16. Juli 1980                              | Montreux Jazz Festival, Casino                                                                 |
| 0068.262    | Stu Goldberg                                                                                           | Piano Solo: Piru                                                      | 1981 | 16./18. Juni 1980                          | Rüssl-Studio, Hamburg                                                                          |
| 0068.263    | Cecil Taylor                                                                                           | Fly! Fly! Fly! Fly! Fly!                                              | 1981 | 14. September 1980                         | MPS-Tonstudio, Villingen                                                                       |
| 0068.264    | The Hi-Lo’s                                                                                            | Now                                                                   | 1981 | 27.–28. März / 19.–22. Mai 1980            | A&M Studios, Hollywood / MPS-Tonstudio, Villingen                                              |
| 0068.265    | Stéphane Grappelli · Jean-Luc Ponty                                                                    | Giants                                                                | 1981 | —                                          | [ 271 ]                                                                                        |
| 0068.266    | Alphonse Mouzon                                                                                        | By All Means                                                          | 1981 | 1980                                       | Studio Sound Recorder, Hollywood                                                               |
| 0068.267    | Anthony Davis & Jay Hoggard                                                                            | Under the Double Moon                                                 | 1981 | 1.–2. September 1980                       | MPS-Tonstudio, Villingen                                                                       |
| 0068.268    | John Handy                                                                                             | Rainbow                                                               | 1981 | 3.–4. September 1980                       | MPS-Tonstudio, Villingen                                                                       |
| 0068.269    | Monty Alexander – Ernest Ranglin                                                                       | Monty Alexander – Ernest Ranglin                                      | 1981 | 17.–18. Dezember 1980                      | MPS-Tonstudio, Villingen                                                                       |
| 0068.270    | Volker Kriegel & Mild Maniac Orchestra                                                                 | Live in Bayern                                                        | 1981 | Dezember 1980                              | Club Marienkäfer, München                                                                      |
| 0068.271    | Foreign Exchange                                                                                       | The First Album                                                       | 1981 | September 1980                             | Capitol Records                                                                                |
| 0068.272    | Winding, Mangelsdorff, Watrous, Whigham                                                                | Trombone Summit                                                       | 1981 | 1.–2. Mai 1980                             | MPS-Tonstudio, Villingen                                                                       |
| 0068.273    | Mel Lewis & The Jazz Orchestra                                                                         | Live in Montreux                                                      | 1981 | 16. Juli 1980                              | Montreux Jazz Festival                                                                         |
| 0068.274    | Zipflo Reinhardt Group                                                                                 | Light of the Future                                                   | 1981 | 4.–7. Juli 1980                            | MPS-Tonstudio, Villingen                                                                       |
| 0068.275    | The String Summit                                                                                      | One World in Eight                                                    | 1981 | 24.–28. November 1980                      | New Jazz Meeting Baden-Baden / Südwestfunk-Studio, Baden-Baden / Kurfürstliches Schloss, Mainz |
| 0068.276    | Rob McConnell & The Boss Brass                                                                         | Tribute                                                               | 1982 | 1980                                       | McClear Place Studios, Toronto                                                                 |
| 0068.278    | Friedrich Gulda, Ursula Anders                                                                         | Mondnacht und andere Lieder                                           | 1981 | 20./27. Februar 1981                       | Amerikahaus, München                                                                           |
| 0068.280    | George Shearing                                                                                        | On Target                                                             | 1982 | 18.–21. September 1979/5.–6. November 1980 | MPS-Tonstudio, Villingen / Music Center Sound Studios, Wembley                                 |
| 0068.281    | Singers Unlimited                                                                                      | Easy to Love                                                          | 1982 | September 1980                             | Ocean Way Studios, Hollywood / MPS-Tonstudio, Villingen                                        |
| 0068.282    | Stu Goldberg                                                                                           | Eye of the Beholder                                                   | 1982 | 1.–2./9. August 1981                       | The L. A. Studios                                                                              |
| 0068.283    | Didier Lockwood                                                                                        | Fasten Seat Belts                                                     | 1982 | September 1981                             | Spitsbergen Studios, Zuidbroek                                                                 |
| 0068.284    | Freddie Hubbard                                                                                        | Rollin’                                                               | 1982 | 2. Mai 1981                                | Villingen Jazz Festival, Theater am Ring                                                       |
| 0068.285    | Wolfgang Schlüter – Christoph Spendel                                                                  | Dualism                                                               | 1982 | 20.–21. September 1981                     | MPS-Tonstudio, Villingen                                                                       |
| 0068.286    | Frank Loef – Gert Wilden                                                                               | Just Fun                                                              | 1982 | 11.–17. Januar 1982                        | Union Studios, München                                                                         |
| 0068.287    | Albert Mangelsdorff                                                                                    | Solo                                                                  | 1982 | 14.–23. Februar 1982                       | Audiolab Tonstudio GmbH, Oberursel                                                             |
| 0068.288    | Tommy Tedesco                                                                                          | When Do We Start                                                      | 1982 | 1. Juni 1978                               | Discovery Studios, Los Angeles                                                                 |
| 0068.289    | Lee Konitz – Martial Solal                                                                             | Duo: Live at Berlin Jazz Days 1980                                    | 1982 | 30. Oktober 1980                           | Berliner Jazztage, Philharmonie, Berlin                                                        |
| 0068.291    | Stu Goldberg                                                                                           | Live                                                                  | 1982 | 5. März 1982                               | Landesmuseum, Münster                                                                          |
| 0068.292    | Jasper van’t Hof – Joachim Kühn                                                                        | Balloons                                                              | 1982 | 17.–19. Februar 1982                       | MPS-Tonstudio, Villingen                                                                       |
| 0068.293    | Albert Mangelsdorff                                                                                    | Triple Entente                                                        | 1982 | 29.–30. März 1982                          | MPS-Tonstudio, Villingen                                                                       |
| 0068.294    | Didier Lockwood                                                                                        | The Kid                                                               | 1982 | September/Oktober 1982                     | Studio Ramsès, Paris                                                                           |
| 0088.026    | Erwin Lehn                                                                                             | 25 Jahre Erwin Lehn und sein Südfunk-Tanzorchester                    | 1977 | —                                          | [ 273 ]                                                                                        |
| 0088.032    | Joachim-Ernst Berendt                                                                                  | Was ist Jazz?                                                         | 1977 | —                                          | [ 274 ]                                                                                        |
| 0088.033-2  | Kurt Rapf                                                                                              | Max Reger: Das Orgelwerk 5 · Orgeln der Oberschwäbischen Barockstraße | 1977 | 10.–11. Juni / 16.–19. September 1976      | Basilika der Benediktiner-Abtei, Ottobeuren / Basilika der Benediktiner-Abtei, Weingarten      |
| 0088.034    | Friedrich Gulda                                                                                        | Musician of Our Time Vol. 1                                           | 1977 | 1970–1972                                  |                                                                                                |
| 0088.036    | Volker Kriegel                                                                                         | Star Edition                                                          | 1978 | 1971–1977                                  |                                                                                                |
| 0088.040    | Albert Mangelsdorff                                                                                    | Star Edition                                                          | 1978 | 1968–1977                                  |                                                                                                |
| 0088.045    | Alphonse Mouzon                                                                                        | Star Edition                                                          | 1978 | 1975–1977                                  |                                                                                                |
| 0088.047    | George Duke                                                                                            | Star Edition                                                          | 1978 | 1971–1976                                  |                                                                                                |
| 0088.048    | Peter Herbolzheimer                                                                                    | Star Edition                                                          | 1978 | 1970–1974                                  |                                                                                                |
| 0088.050    | Friedrich Gulda                                                                                        | Musician of Our Time Vol. 2                                           | 1980 | 1970–1972                                  |                                                                                                |
| 0088.051    | The George Gruntz Concert Jazz Band                                                                    | Live at the “Quartier Latin” Berlin                                   | 1981 | 1970–1972                                  | Quartier Latin, Berlin                                                                         |
| 0088.053    | Various Artists                                                                                        | Jazz Made in Germany                                                  | 1981 | 27. November 1978                          | Beethovensaal der Stuttgarter Liederhalle                                                      |
| 0088.054    | Friedrich Gulda                                                                                        | Musician of Our Time Vol. 3                                           | 1981 | 1965–1971                                  |                                                                                                |
| 168.166     | Ludwig Hoelscher, Kurt Rapf                                                                            | Hindemith: Werke für Violoncello und Klavier                          | 1977 | 8.–12. März 1976                           | MPS-Studio, Villingen                                                                          |
| 168.205     | Ludwig Hoelscher, Kurt Rapf                                                                            | Musik des XX. Jahrhunderts für Violoncello und Klavier                | 1978 | 12.–17. Dezember 1977                      | MPS-Studio, Villingen                                                                          |
| 0188.044    | Ludwig Hoelscher, Kurt Rapf                                                                            | Das Orgelwerk auf großen Orgeln Europas 6                             | 1978 | 24.–26. Mai / 26.–30. September 1977       | Dom zu St.Gallen / Klosterkirche in St.Peter                                                   |
| 0188.049    | Friedrich Gulda                                                                                        | Message from G.                                                       | 1979 | 12./13./15. Oktober 1978                   | Großer Musikvereinssaal, Wien                                                                  |
| 0188.052    | Ludwig Hoelscher, Kurt Rapf                                                                            | Das Orgelwerk auf großen Orgeln Europas 7                             | 1980 | —                                          | Kaiserdom zu Speyer / Marktkirche St.Nikolai zu Hameln                                         |

## Teil 5: MPS Records im Polygram/UMG-Vertrieb 1983–2013
1983 verkaufte Labeleigner Hans Georg Brunner-Schwer MPS Records an den PolyGram-Konzern, der das Label der Polydor angegliederte. Bei der Polydor wurden 1983 und 1984 nur noch drei völlig neue Einspielungen veröffentlicht. Ansonsten wurde das Repertoire, das schließlich in die Jazz-Reihe Polydor/Verve verschoben wurde, von Polydor zur Zweitverwertung genutzt. Polydor veröffentlicht auch die ersten CDs von MPS-Aufnahmen. Die Fertigung und Pressung der Schallplatten erfolgte in Hannover im Presswerk der PRS Hannover.
Das von Tim Renner 1994 gegründete Label Motor Music übernahm – unter dem Dach von PolyGram – das Programm von MPS Records.
Auch hier gab es verschiedene Wiederveröffentlichungen des MPS-Repertoires, z. T. mit neuem Artwork versehen, und nahezu ausschließlich auf CD (Katalognr. Suffix: -2). Nur wenige Veröffentlichungen enthielten bis dato unveröffentlichtes oder gar ganz neues Material.
Ab Januar 1999 ging PolyGram in die Universal Music Group (UMG) über und wurde fortan von UMG vertrieben. Unter dem Label Universal Jazz bzw. Universal Music Classics & Jazz wurden ab der Jahrtausendwende Wiederveröffentlichungen des MPS-Repertoires auf CD auf den Markt gebracht.
Unter der Serie MPS Original Vinyl Series wurden von der Plattenfirma Speakers Corner Records im Jahr 2000 in Lizenz eine Handvoll Alben auf Schallplatte auf den Markt gebracht, bei denen die Firma nicht nur das originale Artwork beibehielt, sondern auch auf die einst von der DGG, bzw. Phonodisc in den 60er und 70er Jahren erstellten originalen Matrizen Zugriff erhielt (wodurch die Schallplatten praktisch exakte Kopien ihrer originalen Veröffentlichungen sind). Hergestellt wurden diese von der Schallplattenfabrik Pallas in Diepholz.
| Katalog-Nr. | Interpret                                    | Titel                       | Jahr       | Aufnahme                                   | Ort/Studio                                                                    |
| ----------- | -------------------------------------------- | --------------------------- | ---------- | ------------------------------------------ | ----------------------------------------------------------------------------- |
| 813 962-1   | Christoph Spendel–Wolfgang Schlüter Group    | September Memories          | 1983       | 7.–9. Januar 1983                          | MPS-Tonstudio, Villingen                                                      |
| 817 863-1   | Hank Jones–Tommy Flanagan                    | I’m All Smiles              | 1983       | 7. Mai 1983                                | Franziskaner Concert Hall, Villingen                                          |
| 821 151-1   | Monty Alexander                              | The Duke Ellington Songbook | 1984       | 29. März 1983                              | Villingen                                                                     |
| 529 096-2   | Oscar Peterson                               | The Lost Tapes              | 24.11.1997 | 10. Mai 1965 / 12. Nov 1967 / 30. Okt 1968 | Villingen                                                                     |
| 557 656-2   | Sun Ra & His Intergalactic Research Arkestra | Black Myth / Out in Space   | 1998       | 17. Oktober / 7. November 1970             | stark erweiterte Ausgabe von MPS 15289 It’s After the End of the World (1971) |

## Teil 6: MPS Records im Edel Vertrieb ab 2014
2014 erwarb die Edel SE den MPS-Katalog und startete in Zusammenarbeit mit dem Nachrichtenmagazin Der Spiegel zunächst die Serie MPS KulturSPIEGEL Edition, in der 25 ausgewählte MPS-Alben wiederveröffentlicht wurden. 2015 reaktivierte die Edel MPS Records schließlich vollends und begann – nach 30 Jahren Unterbrechung – auch wieder neue Alben auf dem Label zu veröffentlichen, sowohl als CD, als auch als Vinyl-Schallplatte. Gefertigt werden beide Tonträgerformate von dem firmeneigenen Unternehmen Optimal Media GmbH.
Die Edel SE machte große Teile des MPS-Katalogs auch digital verfügbar. Streaming- als auch Download-Angebote gibt es über alle gängigen Anbieter wie Spotify, Amazon, Deezer oder iTunes. Qobuz und HighResAudio stellen ihre Angebote auch als unkomprimierte Daten in hoher Auflösung (High Resolution) zur Verfügung.
| CD-Katalog-Nr. | Interpret                        | Titel                                                           | Datum                             |
| -------------- | -------------------------------- | --------------------------------------------------------------- | --------------------------------- |
| 0210097MS1     | KhaliféSchumacherTristano        | Afrodiziak                                                      | 30.01.2015                        |
| 0210185MS1     | Django Deluxe & NDR Bigband      | Driving                                                         | 27.02.2015                        |
| 0210290MS1     | Rolf Kühn Unit                   | Stereo                                                          | 24.04.2015                        |
| 0210322MS1     | Hamilton de Holanda              | Bandolim                                                        | 29.05.2015                        |
| 0210490MS1     | Hamilton de Holanda              | Pelo Brasil                                                     | 19.09.2015                        |
| 0210491MS1     | Hamilton de Holanda              | Trio                                                            | 19.09.2015                        |
| 0210492MS1     | Hamilton de Holanda              | Brasilianos 2                                                   | 26.06.2015                        |
| 0210493MS1     | Hamilton de Holanda              | Brasilianos 3                                                   | 17.07.2015                        |
| 0210502MS1     | Lisa Bassenge                    | Canyon Songs                                                    | 18.09.2015                        |
| 0210511MS1     | Malakoff Kowalski                | I Love You                                                      | 25.09.2015                        |
| 0210546MS1     | Hamilton de Holanda              | Bailo do Almeidinha                                             | 19.09.2015                        |
| 0210739MS1     | Barbara Dennerlein               | Christmas Soul                                                  | 06.11.2015                        |
| 0210880MS1     | Gilles Peterson                  | Magic Peterson Sunshine                                         | 15.04.2016                        |
| 0210915MS1     | Malia                            | Malawi Blues/Njira                                              | 30.09.2016                        |
| 0211077MS1     | Hamilton de Holanda              | Samba de Chico                                                  | 27.05.2016                        |
| 0211426MS1     | Rolf Kühn                        | Spotlights                                                      | 30.09.2016                        |
| 0211704MS1     | Mari Boine                       | See the Woman                                                   | 03.03.2017                        |
| 0211734MS1     | China Moses                      | Nightintales                                                    | 31.03.2017                        |
| 0211859MS1     | Malakoff Kowalski                | My First Piano                                                  | 06.04.2018                        |
| 0211987MS1     | Erik Leuthäuser                  | Wünschen                                                        | 04.05.2018                        |
| 0212214MS1     | Hamilton de Holanda              | Casa de Bituca                                                  | 30.06.2017                        |
| 0212739MS1     | Malia                            | Ripples (Echoes Of Dream)                                       | 13.04.2018                        |
| 0212745MS1     | Rolf Kühn                        | Yellow + Blue                                                   | 01.06.2018                        |
| 0212747MS1     | Nicola Conte & Spiritual Galaxy  | Let Your Light Shine On                                         | 18.05.2018                        |
| 0212756MS1     | Various Artists                  | Nicola Conte Presents Cosmic Forest: The Spiritual Sound Of MPS | 21.09.2018                        |
| 0213525MS1     | Various Artists                  | 50 Years MPS                                                    | 31.08.2018                        |
| 0213684MS1     | Julia Kadel Trio                 | Kaskaden (CD/Vinyl)                                             | 06.09.2019                        |
| 0214250MSW     | Rolf Kühn                        | The Best Is Yet To Come (9LP-Box)                               | 27.09.2019                        |
| 0214589MS1     | Malakoff Kowalski                | Onomatopoetika (CD/Vinyl)                                       | 28.02.2020                        |
| 0214141MS1     | Malia                            | The Garden of Eve (CD/Vinyl)                                    | 08.03.2020                        |
| 0217139MS1     | Jean-Luc Ponty & Wolfgang Dauner | Live at the Bern Jazz Festival 2011 (CD/Vinyl)                  | 18.02.2022                        |
| 0217164MS1     | Oscar Peterson                   | The Best Of The MPS Years (CD/Vinyl)                            | 17.06.2022                        |
| 0217027MS1     | George Duke                      | The Best Of The MPS Years (CD/Vinyl)                            | 17.06.2022                        |
| 0217884MS1     | Robben Ford & Bill Evans         | Common Ground (CD/Vinyl)                                        | 30.09.2022                        |
| 0218245MSW     | Jean-Luc Ponty                   | Open Mind (CD/Vinyl)                                            | 12.05.2023 Atlantic (1984)        |
| 0218475MS1     | Julia Kadel Trio                 | Powerful Vulnerability (CD/Vinyl)                               | 26.05.2023                        |
| 0218123MSW     | Jean-Luc Ponty                   | No Absolute Time (CD/2Vinyl)                                    | 09.06.2023 Atlantic (1993)        |
| 0218125MSW     | Jean-Luc Ponty                   | Individual Choice (CD/Vinyl)                                    | 21.07.2023 Atlantic (1983)        |
| 0215894MSW     | Monty Alexander                  | The Best Of The MPS Years (CD/2Vinyl)                           | 22.09.2023                        |
| 0218944MSW     | Ed Motta                         | Behind The Tea Chronicles (CD/Vinyl)                            | 20.10.2023                        |
| 0218793MSW     | Jean-Luc Ponty                   | Life Enigma (CD/Vinyl)                                          | 17.05.2024 JLP Productions (2001) |
| 0220183MS1     | Rolf Kühn                        | Fearless (CD/Vinyl)                                             | 06.12.2024                        |
| 0200011MS1     | Malia                            | One Grass Skirt to London (CD/Vinyl)                            | 10.01.2025                        |
| 0218735MSW     | Jean-Luc Ponty                   | The Acatama Experience (CD/2Vinyl)                              | 09.05.2025 Koch (2007)            |

## Teil 7: HGBS Blue Records
Das Label HGBS Blue Records veröffentlicht seit 2018 von Zeit zu Zeit Vinyleditionen von bisher unveröffentlichten Aufnahmen aus dem MPS Archiv.
| Katalog-Nr. | Interpret                                                               | Titel                                | Datum      | Aufnahme |
| ----------- | ----------------------------------------------------------------------- | ------------------------------------ | ---------- | --- |
| 18005       | Junges Forum 65                                                         | Unreleased Tapes From The MPS-Studio | 8.10.2018  | 1./2. Juli 1965, Vestlandhalle Recklinghausen für den NDR Jazzworkshop No.40. Ursprünglich als SABA SB 15 057 ST zur Veröffentlichung vorgesehen. |
| 20202       | Dizzy Gillespie Reunion Big Band                                        | Mother Africa                        | 2020       | 7. November 1968, Berlin |
| 20203       | Pony Poindexter Quartett, feat. Jan Hammer + George Mraz                | New Orleans Fire                     | 28.05.2021 | September 1969, Domicile, München |
| 20207       | Hans Koller/Oscar Pettiford Quartett, feat. Attila Zoller + Jimmy Pratt | Black Forest Echoes                  | 24.09.2021 | Februar 1959, Villa Brunner-Schwer, Villingen |
| 20216       | Lionel Hampton All Stars feat. Milt Buckner & Cat Anderson              | Black Forest Vibes                   | 1.12.2022  | 7. Mai 1977, Villingen |